# Cegonha-branca
A cegonha-branca (nome científico: Ciconia ciconia) é uma ave de grande porte da família das Ciconiidae. A plumagem é maioritariamente branca, com preto nas asas. Os adultos têm longas patas vermelhas e bicos vermelhos longos e pontiagudos e medem uma média de 100–115 cm da ponta do bico até ao fim da cauda e 155–215 cm de envergadura de asas. As duas subespécies, que diferem ligeiramente em tamanho, acasalam na Europa (norte até à Finlândia), noroeste de África, sudoeste da Ásia (este para sul do Cazaquistão) e sul de África. A cegonha-branca é uma ave migratória de longa distância, invernando em África desde a África subsariana até à África do Sul ou até mesmo no subcontinente indiano. Ao migrar entre a Europa e África, a ave evita atravessar o Mediterrâneo e faz o desvio pelo Levante a oriente ou pelo estreito de Gibraltar a ocidente, porque as térmicas de ar das quais a ave depende não se formam sobre a água.
Sendo uma ave carnívora, a cegonha-branca digere uma grande variedade de animais, incluindo insectos, peixes, anfíbios, répteis, pequenos mamíferos e pequenas aves. Apanha a maior parte da sua comida do chão em zonas de baixa vegetação ou dentro de águas de pouca profundidade. É um reprodutor monogâmico, mas não acasala para toda a vida. Ambos os membros do par constroem um ninho grande feito de paus que pode ser usado por vários anos. Em cada ano a fêmea põe uma ninhada de geralmente quatro ovos que eclodem de forma assíncrona 33-34 dias após terem sido colocados. Os dois adultos fazem turnos a incubar os ovos e ambos também alimentam as crias. As crias deixam os ninhos 58-64 dias depois de nascerem e continuam a ser alimentadas pelos adultos por mais um período de 7-20 dias.
Seis anos depois de ter sido avaliada como espécie quase ameaçada, a cegonha-branca foi catalogada em 1994 como "pouco preocupante" pela União Internacional para a Conservação da Natureza (IUCN). Foi beneficiada com as actividades humanas durante a Idade Média como a limpeza das florestas; no entanto, as mudanças nos métodos de cultivo e a industrialização viram a sua população declinar e até mesmo desaparecer em algumas partes da Europa, durante os séculos XIX e XX. Programas de conservação e reintrodução pela Europa resultaram que a cegonha-branca voltasse a se reproduzir nos Países Baixos, Bélgica, Suíça, Suécia e Reino Unido. Possui poucos predadores naturais, porém abriga vários tipos de parasitas; sua plumagem é lar de várias espécies de piolhos e ácaros das penas e o seu enorme ninho é também frequentado por várias espécies de mesostigmata.
Esta ave conspícua e muito popular tem dado origem a muitas e variadas lendas, fábulas, mitos e contos em toda a sua gama, das quais a mais conhecida é a história dos bebés que são trazidos pelas cegonhas.

## Taxonomia e evolução
A cegonha-branca é uma das espécies de aves originalmente descritas por Linnaeus na 10ª edição do seu livro de 1758 Systema Naturae, onde foi dado o nome binomial de Ardea ciconia. Foi reclassificado no novo género Ciconia pelo zoologista francês Mathurin Jacques Brisson em 1760. O género e o epíteto específico, cǐcōnia, foram originalmente gravados nos trabalhos de Horácio e Ovídio.
Existem duas subespécies:
- C. c. ciconia: a subespécie nominal descrita por Linnaeus em 1758, procria da Europa até ao noroeste e sul de África e no ocidente asiático e inverna principalmente em África a sul do Saara,[8] mas também é possível encontrar aves na Índia.[9]
- C. c. asiatica: descrita pelo naturalista russo Nikolai Severtzov em 1873. Procria no Turquistão e inverna desde o Irão até à Índia. Ligeiramente maior que a subespécie nominal.[8][10]

A família das cegonhas contém seis géneros divididos em três grupos: cegonha-de-bico-amarelo e as cegonhas da madeira (Mycteria e Anastomus), as cegonhas grandes (Ephippiorhynchus, Jaburu e Leptoptilos), e as cegonhas “típicas” (Ciconia). As cegonhas típicas incluem as cegonhas-brancas e seis outras espécies-taxon extantes, que são caracterizadas pelos longos bicos pontiagudos e por terem principalmente plumagem branca e preta. Os seus parentes mais próximos são a cegonha-branca-oriental (Ciconia boyciana) da Ásia Oriental, formalmente classificada como uma subespécie da cegonha-branca, e a Cegonha Maguari (C. maguari) da América do Sul. Relações evolutivas próximas dentro da Ciconia são sugeridas por comportamentos similares e, bioquimicamente, através de análises de sequências de genes e de Hibridização de DNA-DNA.

### Registo fóssil
Um fragmento fóssil Ciconia representando a parte final distal do úmero direito foi recuperado do Mioceno na ilha de Rusinga, Lago Victoria, Quénia. O fóssil com 24-6 milhões de anos poderia ter sido originado a partir de uma cegonha branca ou uma cegonha preta (C. nigra), que são espécies com mais ou menos o mesmo tamanho e estrutura óssea similar. As camadas do Mioceno médio na ilha de Maboko renderam outros restos fósseis.

## Descrição

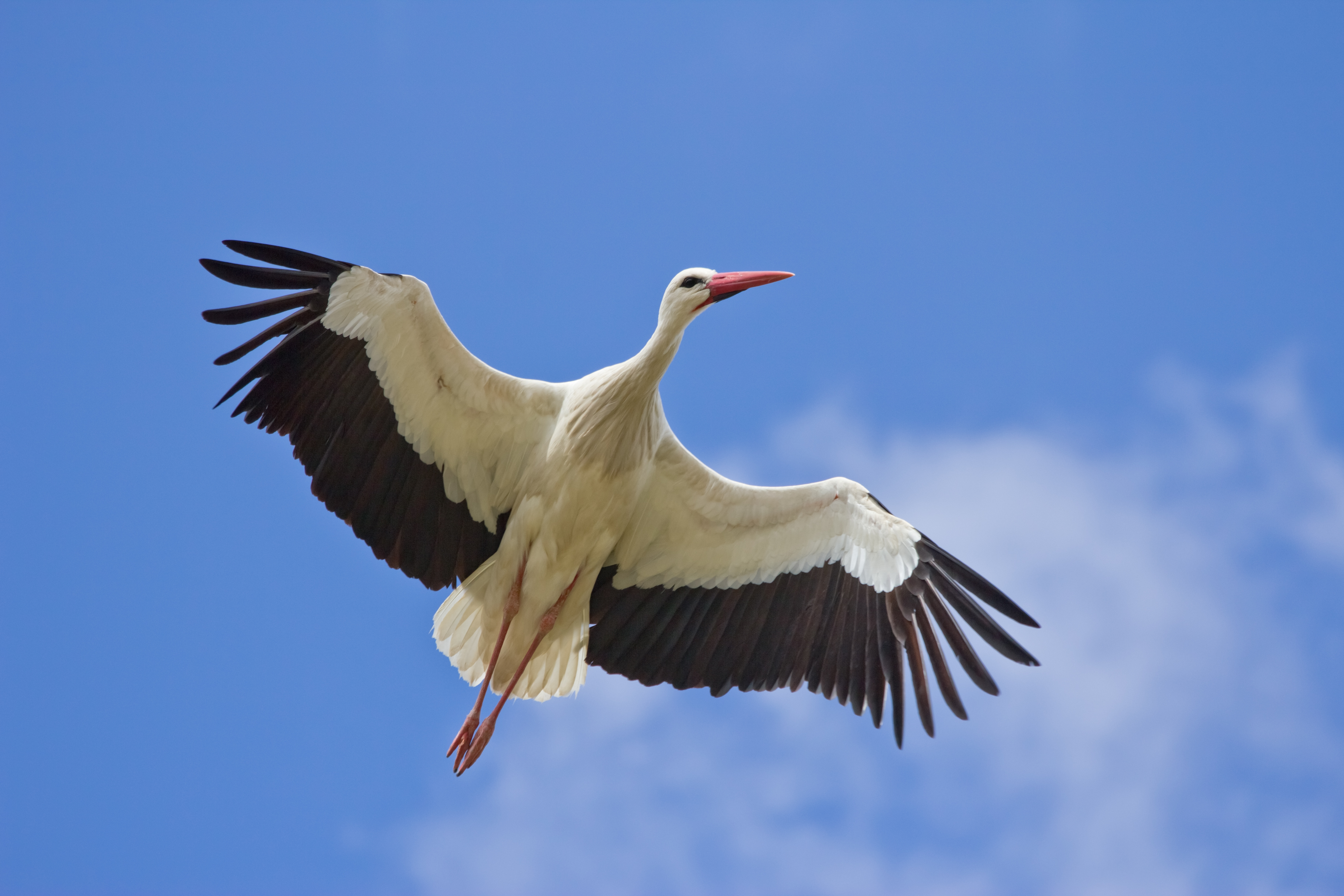
Em voo. A cegonha-branca voa com o pescoço esticado

A cegonha-branca é uma ave de grande porte. Tem um comprimento de 100-115 centímetros, e uma altura de pé de 100-125 centímetros. A envergadura é 155–215 cm e o seu peso é 2,3-4,4 kg. Como todas as cegonhas, tem pernas longas, pescoço comprido, e um bico longo, recto e pontiagudo. Os sexos são idênticos na aparência, exceto os machos que em média são maiores que as fêmeas. A plumagem é principalmente branca, com penas negras de voo; o preto é causado pelo pigmento melanina. As penas do peito são longas e formam um colar que é usado em alguns momentos da corte. A íris é castanha escura ou cinza, e a pele periorbital é preta. O adulto tem um bico vermelho brilhante e pernas vermelhas. A coloração vermelha/laranja é derivada dos carotenóides ingeridos na alimentação. Em certas zonas de Espanha, alguns estudos têm mostrado que o pigmento é baseado em astaxantina, obtido a partir de uma espécie introduzida de lagostim (Procambarus clarkii) e as cores brilhantes do bico vermelho mostram-se mesmo nos filhotes, contrastando com os bicos de jovens cegonhas brancas de outros locais.

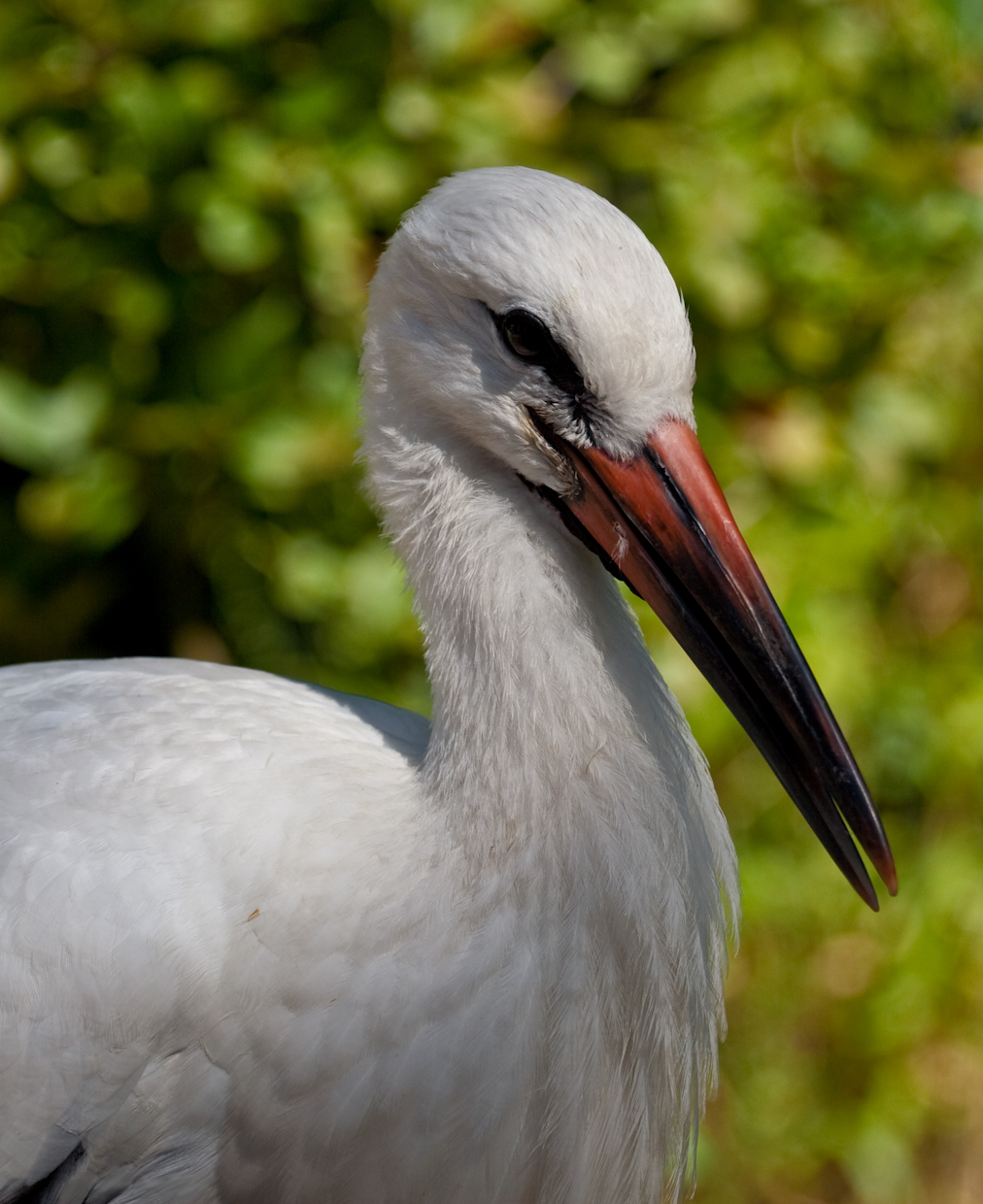
Um jovem adulto. Os bicos ficam progressivamente vermelhos a começar da base

Como outras cegonhas, as asas são longas e amplas permitindo que a ave plane. Em voo o batimento das asas é lento e regular. Voa com o pescoço esticado para a frente com as suas patas estendidas muito para lá do fim da sua pequena cauda. Caminha a um ritmo lento e firme com o pescoço estendido. Em contraste, geralmente acotovela a cabeça entre os ombros enquanto descansa. A mudança de penas ainda não foi extensivamente estudada, mas aparentemente parece ocorrer durante todo o ano, no entanto as penas de voo primárias são substituídas durante a época de procriação.
Após sair do ovo, a jovem cegonha-branca está parcialmente coberta com penas interiores pequenas, escassas e esbranquiçadas. Estas são substituídas cerca de uma semana depois por uma pelagem mais densa. Após três semanas, a jovem ave adquire escapulários pretos e penas de voo. Quando sai do ovo a cria tem patas de tom rosa que ficam acizentadas à medida que envelhece. O seu bico é preto com a ponta acastanhada. Na altura em que as penas e os músculos estão suficientemente desenvolvidos para voar, a plumagem da jovem ave é similar à do adulto no entanto as suas penas pretas estão muitas vezes tingidas de castanho. As pernas têm tons entre o castanho-vermelho ou laranja. O bico também apresenta tons castanho-vermelho mas é tipicamente laranja ou vermelho com uma ponta mais preta, começando a ganhar a cor vermelha igual à dos adultos no verão seguinte embora as pontas de cor preta possam ainda persistir nalguns adultos. As jovens cegonhas adoptam a plumagem adulta no segundo verão.

### Espécies similares
Dentro do seu género a cegonha-branca é muito distinta quando avistada no solo, mas à distância, em voo, pode no entanto ser confundida com muitas outras espécies com padrões de asas muito similares, como a cegonha-de-bico-amarelo, o pelicano-branco ou o abutre-do-egito. A cegonha-de-bico-amarelo é identificada por ter uma cauda preta e um bico amarelo longo, ligeiramente curvado. A cegonha-branca é geralmente maior que a cegonha-de-bico-amarelo. O pelicano-branco tem pernas mais curtas que não se estendem para lá da sua cauda, e voa com o pescoço retraído mantendo assim a cabeça junto do corpo, dando-lhe um perfil de voo diferente. Os pelicanos têm também comportamentos diferentes, planando ordeiramente em bandos sincronizados, em vez dos grupos de indivíduos desorganizados, típico dos bandos de cegonhas-brancas. O abutre-do-egito é muito mais pequeno, com uma longa cauda, pernas mais curtas e uma pequena cabeça tingida de amarelo num pescoço pequeno. O grou-comum, que pode parecer branco e preto sob luz forte, mostra longas pernas e um pescoço maior durante o voo.

## Distribuição e habitat

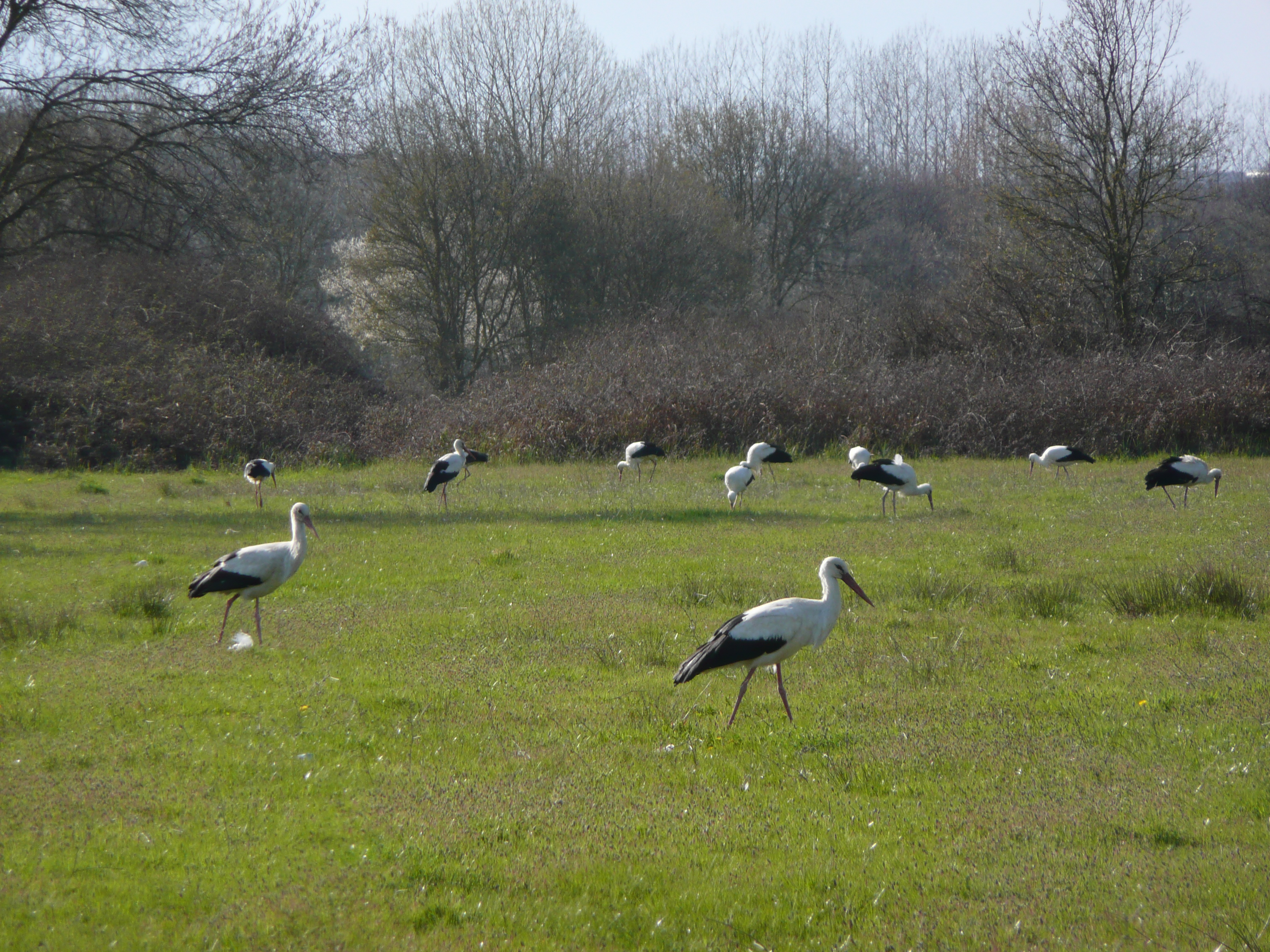
Um bando alimentando-se na Turquia. As cegonhas-brancas evitam áreas com mato e arbustos altos.

As raças nominais da cegonha-branca têm extensos habitats de verão, embora muito separados e repartidos. Os habitats estão agrupados entre a Península Ibérica e a oeste do norte de África e muito também na Europa Central e de leste. 25% da população mundial de cegonhas-brancas está concentrada na Polónia, assim como em zonas do oeste asiático. A população asiática, com cerca de 1450 aves, está restrita a uma região da Ásia central entre o mar de Aral e Xinjiang, no oeste da China. A população de Xinjiang acredita-se ter ficado extinta por volta de 1980.
As rotas de migração estenderam o alcance destas espécies para muitas zonas da Índia e de África. Algumas populações aderiram à rota de migração de leste, que atravessa Israel até à África central e de leste. Alguns registos de procriação na África do Sul são conhecidos desde 1933 em Calitzdorp. Também é sabido que cerca de 10 aves procriam desde os anos 90 algures em Bredasdorp. Uma pequena população de cegonhas-brancas inverna na Índia e acredita-se que derivem principalmente da população de C. c. asiatica, onde se observou nas migrações de primavera bandos de 200 indivíduos na zona do Vale de Kurram, por volta de 1900. No entanto, algumas aves anilhadas na Alemanha foram avistadas no oeste (Bikaner) e sul (Tirunelveli) da Índia. Um espécime atípico com órbita ocular vermelha, uma característica da cegonha-branca-oriental, foi registado, acabando por ser requisitado um estudo mais aprofundado da população indiana. A norte da zona de procriação está uma passagem fora da zona normal de migração na Finlândia, Grã-Bretanha, Islândia, Irlanda, Noruega e Suécia e a oeste até aos Açores e Madeira. Recentemente a área expandiu-se até à zona oeste da Rússia.
As zonas preferenciais da cegonha-branca para alimentação são os prados verdejantes, os campos agrícolas e as zonas húmidas baixas. Evita áreas cobertas de mato alto e com muito arbusto. Na área de Chernobyl no norte da Ucrânia, as populações de cegonha-branca diminuíram após o acidente nuclear de 1986 porque a terra foi substituída por arbusto de ramagem alta. Em algumas partes da Polónia, terras pobres em alimentação, forçaram as aves a procurar alimento em aterros sanitários desde 1999. As cegonhas-brancas também foram avistadas forrageando em lixeiras no Médio Oriente, Norte da África e África do Sul.

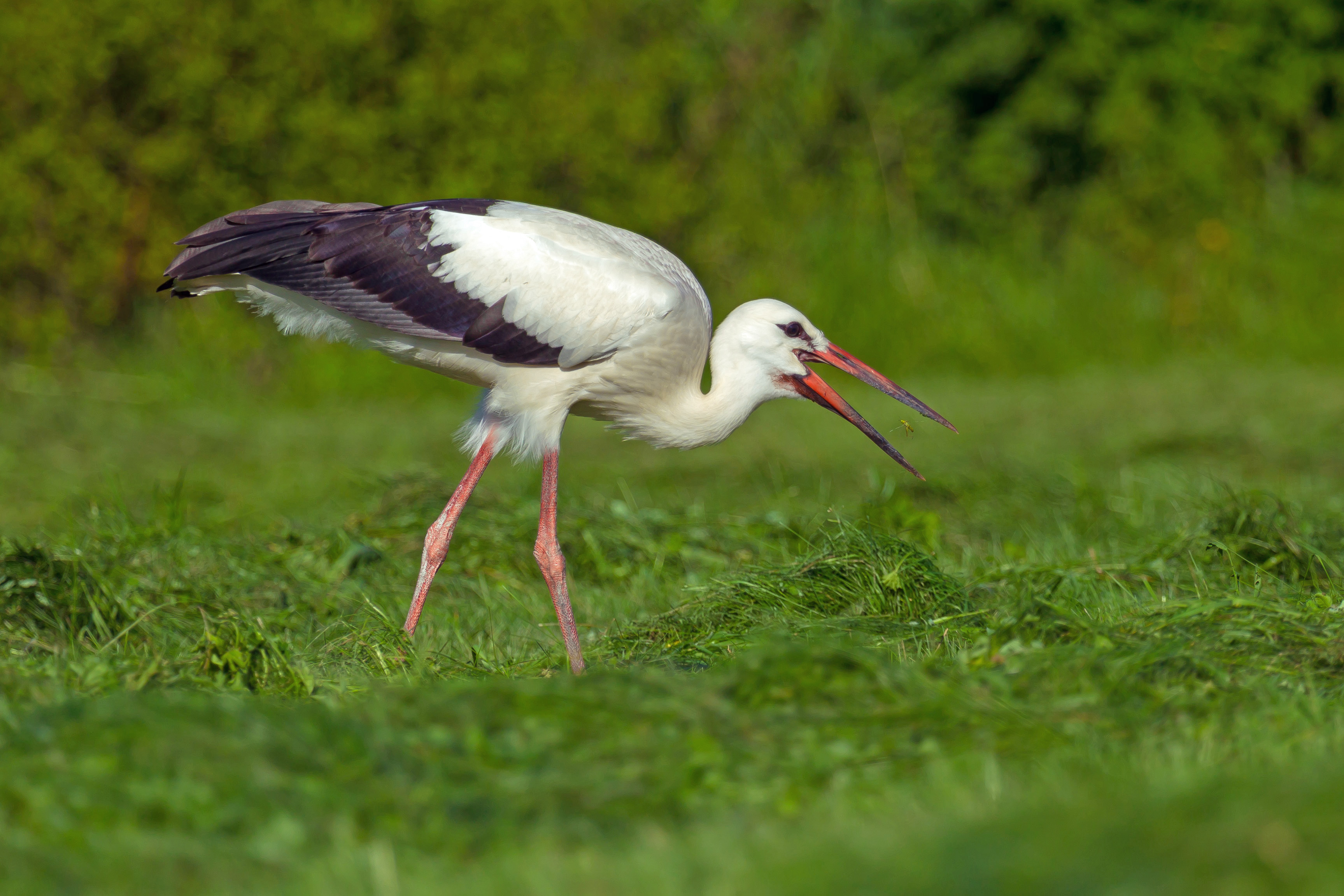
Um jovem a alimentar-se de um insecto

Procria em maior número em áreas de campos abertos, e particularmente gramíneas, molhadas ou periodicamente inundadas, e menos em áreas cobertas de vegetação mais alta, como florestas ou matagais. Fazem uso de pastagens, zonas húmidas e locais agrícolas durante o inverno em África. As cegonhas brancas foram provavelmente auxiliadas pelas actividades humanas durante a Idade Média em que zonas de florestas eram limpas e novos pastos e zonas de cultivo eram criadas, sendo encontradas em quase toda a Europa, procriando até no norte da Suécia. Crê-se que a população na Suécia se estabeleceu no século XVI depois de terem sido cortadas árvores para a agricultura. Estima-se que cerca de 5000 pares faziam criação no século XVIII, decaindo subsequentemente. O primeiro census preciso foi em 1917, contabilizando 25 pares. O último par falhou a procriação em 1955. Um par nidificou no topo da Igreja de St. Egidio em Edinburgo, Escócia em 1416. A cegonha-branca é um visitante raro nas Ilhas Britânicas; à volta de vinte aves são avistadas todos os anos. Um nascimento foi verificado em maio de 2020 na região de West Sussex, como parte de um projecto de conservação.
Um declínio da população começou no século XIX devido à industrialização e na mudança dos métodos de agricultura. Cegonhas-brancas já não nidificam em muitos países e as mais fortes concentrações da população no oeste são em Espanha, Ucrânia e Polónia. Na Península Ibérica as populações estão concentradas no sudoeste e também houve um decréscimo devido às práticas de agricultura. Um estudo publicado em 2005 descobriu que a região de Podhale nas zonas altas no sul da Polónia registou um influxo de cegonhas-brancas, que procriaram a primeira vez em 1931 e desde então têm nidificado progressivamente a altitudes cada vez mais altas chegando aos 890m em 1999. Os autores argumentaram que estava relacionado com o aquecimento global e também o influxo de outros animais e plantas para maiores altitudes. Cegonhas-brancas que agora chegam na primavera para procriar à província de Poznan, no oeste da Polónia, chegam cerca de 10 dias antes nos últimos vinte anos do século XX, do que em igual período no final do século XIX.

### Migração
A pesquisa sistemática sobre a migração desta ave se iniciou com o ornitologista alemão Johannes Thienemann, pioneiro na anilhagem de aves, que começou a desenhar estudos em 1906 no Observatório de Aves de Rossitten no istmo da Curlândia, no que foi a Prússia Oriental. Embora não passem muitas cegonhas junto a Rossitten, o observatório coordenava em larga escala a anilhagem das espécies através da Alemanha e em muitas partes da Europa. Entre 1906 e a Segunda Guerra Mundial cerca de 100 000 cegonhas-brancas foram anilhadas (sobretudo jovens), com cerca de 2000 recuperações de anilhas de Rossitten entre 1908 e 1954.

#### Rotas
As cegonhas-brancas voam para sul, das zonas de procriação de verão na Europa em Agosto e Setembro, na direcção de África. Lá, invernam na savana desde o Quénia e o Uganda até ao sul na Província do Cabo na África do Sul. Nestas áreas agrupam-se em grandes bandos que podem exceder o milhar de indivíduos. Alguns divergem para oeste para o Sudão ou Chade, chegando mesmo à Nigéria. Na primavera, as aves regressam para norte; há registos desde o Sudão ao Egito de Fevereiro a Abril. Chegam à Europa por volta de Março/Abril, depois de uma viagem que dura em média 49 dias. Por comparação, a viagem do Outono dura em média 26 dias. Ventos de cauda a favor e carência de água e alimento durante a viagem (as aves voam mais rápido sob regiões com escassez de recursos) aumentam a velocidade média.
Para evitar uma longa travessia marítima sobre o Mediterrâneo, as aves da Europa central ou seguem na rota de migração de leste atravessando o Bósforo na Turquia, percorrendo o Levante, passando o deserto do Saara e percorrendo o vale do Nilo na direcção para sul, ou seguem na direcção da rota oeste sob o estreito de Gibraltar. Com estes "corredores" de migração recorrem à ajuda das térmicas permitindo às aves poupar energia. A rota leste é de longe a mais importante com 530 000 indivíduos usando-a anualmente, tornando-a na segunda espécie migrante mais comum no local (a seguir ao Vespeiro-europeu). Os bandos de aves de rapina, cegonhas-brancas e pelicanos brancos podem estender-se por 200 km. A rota de leste é o dobro da distância da rota de oeste mas as cegonhas demoram o mesmo tempo a chegar aos solos de inverno por ambas as rotas.
As jovens cegonhas-brancas a primeira vez que partem para a sua rota de migração para sul, saem numa direcção já herdada mas se se deslocam devido às condições atmosféricas, são incapazes de compensar, acabando muitas vezes numa nova zona de inverno. Os adultos conseguem compensar com ventos fortes, ajustando a sua direcção, acabando nos locais de inverno habituais. Pela mesma razão, os migrantes da primavera, mesmo aqueles que se dispersaram dos seus locais de inverno, conseguem encontrar a rota de volta para os seus tradicionais locais de procriação. Uma experiência com aves novas criadas em cativeiro em Caliningrado e libertadas na ausência de cegonhas-brancas, mostrou que as aves aparentemente tinham o instinto de voar para sul, embora a dispersão na direcção fosse maior.

#### Energia

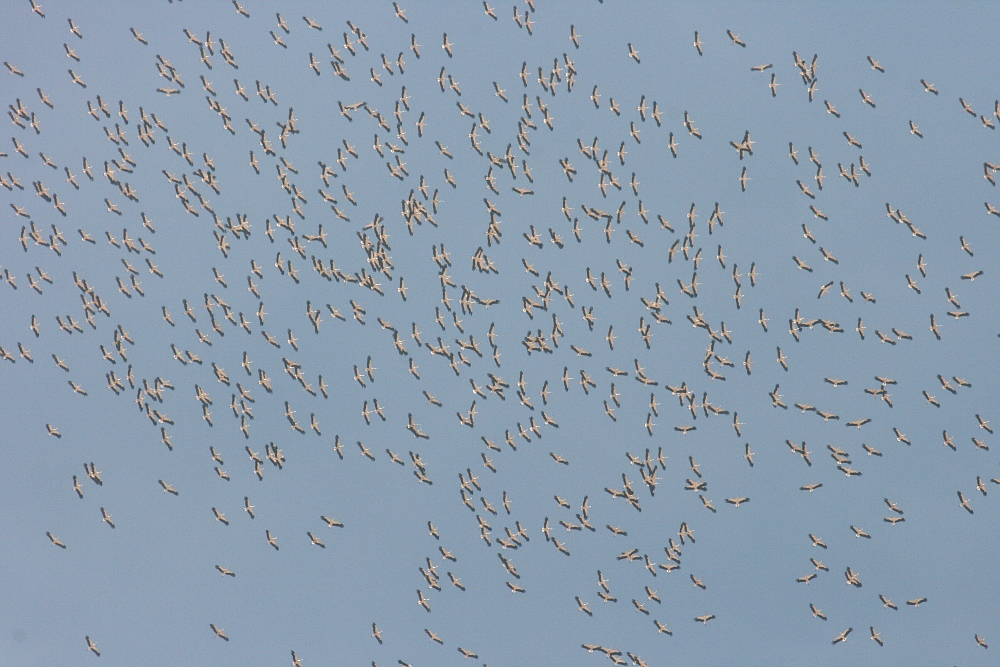
Em migração sobre Israel. As cegonhas-brancas durante a migração usam a ascensão do ar termal para reduzir o esforço do voo de longa distância.

As cegonhas-brancas dependem da elevação dos ares térmicos para planarem e assim voarem por longas distâncias nas suas migrações anuais entre a Europa e a África Subsariana. Para muitos indivíduos, usar a rota mais curta levariam-nos a ter que atravessar o Mediterrâneo; no entanto, visto que os ares termais não se formam sobre água, geralmente desviam-se para terra para evitar os voos trans-Mediterrânicos que requeriam um maior consumo de energia com o batimento das asas. Foi estimado que, por distância percorrida, o batimento de asas durante o voo metaboliza 23 vezes mais gordura corporal do que em voo planado. Assim, bandos em espiral conseguem subir sobre ar quente até aos 1 200–1 500 m acima do solo (embora haja um registo no Sudão em que foram avistadas aves a uma altitude de 3 300 m).
Longos voos acima de água podem ocasionalmente ocorrer. Uma jovem cegonha anilhada no ninho na Dinamarca subsequentemente apareceu na Inglaterra, onde permaneceu alguns dias. Foi vista mais tarde a voar sobre a Sicília, tendo chegado em más condições à Madeira três dias depois. A Madeira fica a 500 km de África e aproximadamente o dobro da distância do continente Europeu. A migração sobre o Médio Oriente pode ser dificultada pelos ventos khamsin trazendo dias nublados e tempestuosos impróprios para voar. Nestas situações, os bandos de cegonhas-brancas sentam-se no chão contra o tempo adverso, aguentando-se imóveis de frente para o vento.

## Comportamento

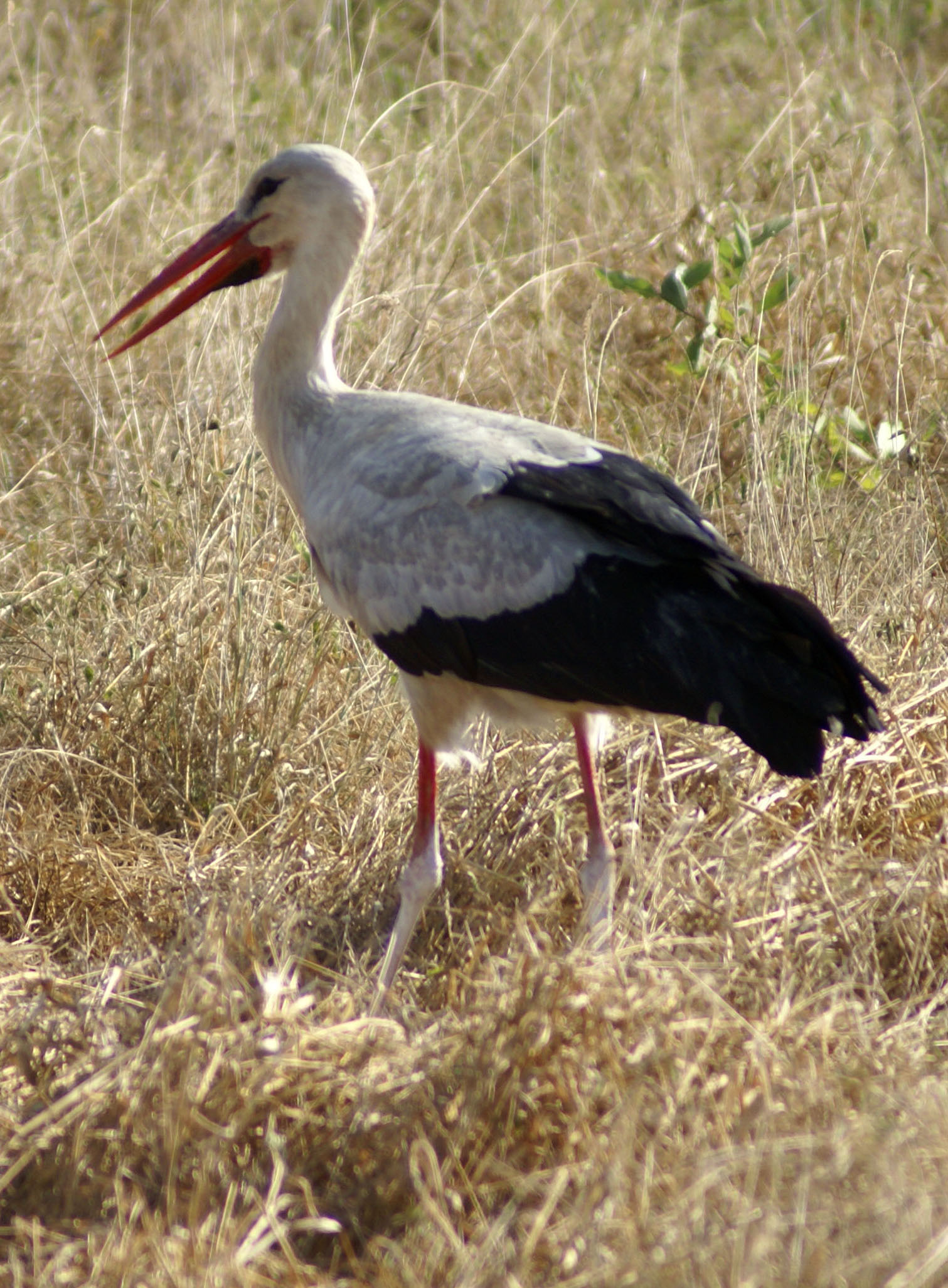
Um adulto no Quénia. As partes inferiores das patas são de uma cor branca por estarem cobertos com os seus excrementos; um exemplo de termorregulação por urohidrose.

A cegonha-branca é uma ave gregária; bandos de milhares de indivíduos foram registados em rotas de migração e em zonas de invernação em África. As aves não-reprodutoras reúnem-se em grupos de 40-50 indivíduos durante a época de reprodução. A pequena cegonha-de-abdim de plumagem escura é muitas vezes encontrada em bandos de cegonhas-brancas no sul de África. Casais de cegonhas-brancas reúnem-se em pequenos grupos para caçar e colónias de ninhos foram também registadas nalgumas áreas. No entanto, grupos entre as colónias de cegonhas-brancas variam muito em tamanho e a estrutura social é mal definida; as jovens cegonhas reprodutoras muitas vezes são restritas aos ninhos periféricos, enquanto cegonhas mais velhas obtêm maior sucesso de reprodução porque ocupam ninhos de melhor qualidade nos centros de colónias de reprodução.
A estrutura social e a coesão do grupo são mantidas por comportamentos altruístas, como os cuidados pessoais. As cegonhas-brancas exibem o seu comportamento exclusivamente junto à área do ninho. Aves de pé alisam as cabeças de aves sentadas, às vezes estes são os pais em preparação dos jovens, e por vezes os jovens alisam-se uns aos outros. Ao contrário de outras cegonhas, nunca adopta uma postura de asa-aberta, mas sabe-se que deixa cair as asas (mantendo-as longe do seu corpo com as penas primárias voltadas para baixo) quando tem a plumagem molhada.
Os excrementos da cegonha-branca, que contêm fezes e urina, são às vezes dirigidos às suas próprias patas fazendo com que fiquem com uma aparência esbranquiçada. A evaporação que daí resulta, proporciona arrefecimento e frescura para a ave. É denominado urohidrose. Aves que foram anilhadas podem por vezes serem afectadas pela acumulação de excrementos junto à anilha, resultando em lesões nas patas.
A cegonha-branca também tem sido observada a usar ferramentas, como apertando musgo no bico para escorrer água para a boca das suas crias.

### Comunicação
O principal som da cegonha-branca adulta é um ruidoso bater de bico, que pode ser comparado ao disparo distante de uma metralhadora. A ave faz este som ao abrir e fechar o seu bico muito rapidamente, pelo que o som do batimento é feito cada vez que o bico fecha. O ruído é amplificado pela bolsa da sua garganta, que actua como um ressonador. Usado numa variedade de interacções sociais, o bater do bico geralmente fica mais alto quanto mais longo, e tem ritmos distintos dependendo da situação – por exemplo, lento durante a copulação mas breve quando usado como chamamento de alarme. O único som vocal que as aves adultas produzem é um silvo fraco quase inaudível; no entanto, as aves jovens conseguem produzir um silvo mais áspero, vários sons piando, ou uma espécie de miado de gato, usado para pedir comida. Tal como os adultos, os mais novos também batem os bicos.
A exibição "cima-baixo" é usada para um número de interacções com outros membros da espécie. Aqui a cegonha rapidamente lança a sua cabeça para trás de modo que a sua coroa assente nas suas costas antes de lentamente trazer a sua cabeça e o pescoço para a frente de novo, e isto é repetido por várias vezes. Esta exibição é usada como um cumprimento entre aves, pós-coito, e até como exibição de ameaça ou intimidação. Os pares reprodutores são territoriais durante o verão e usam esta exibição, assim como agachado para a frente com as caudas erectas e as asas estendidas.

### Alimentação

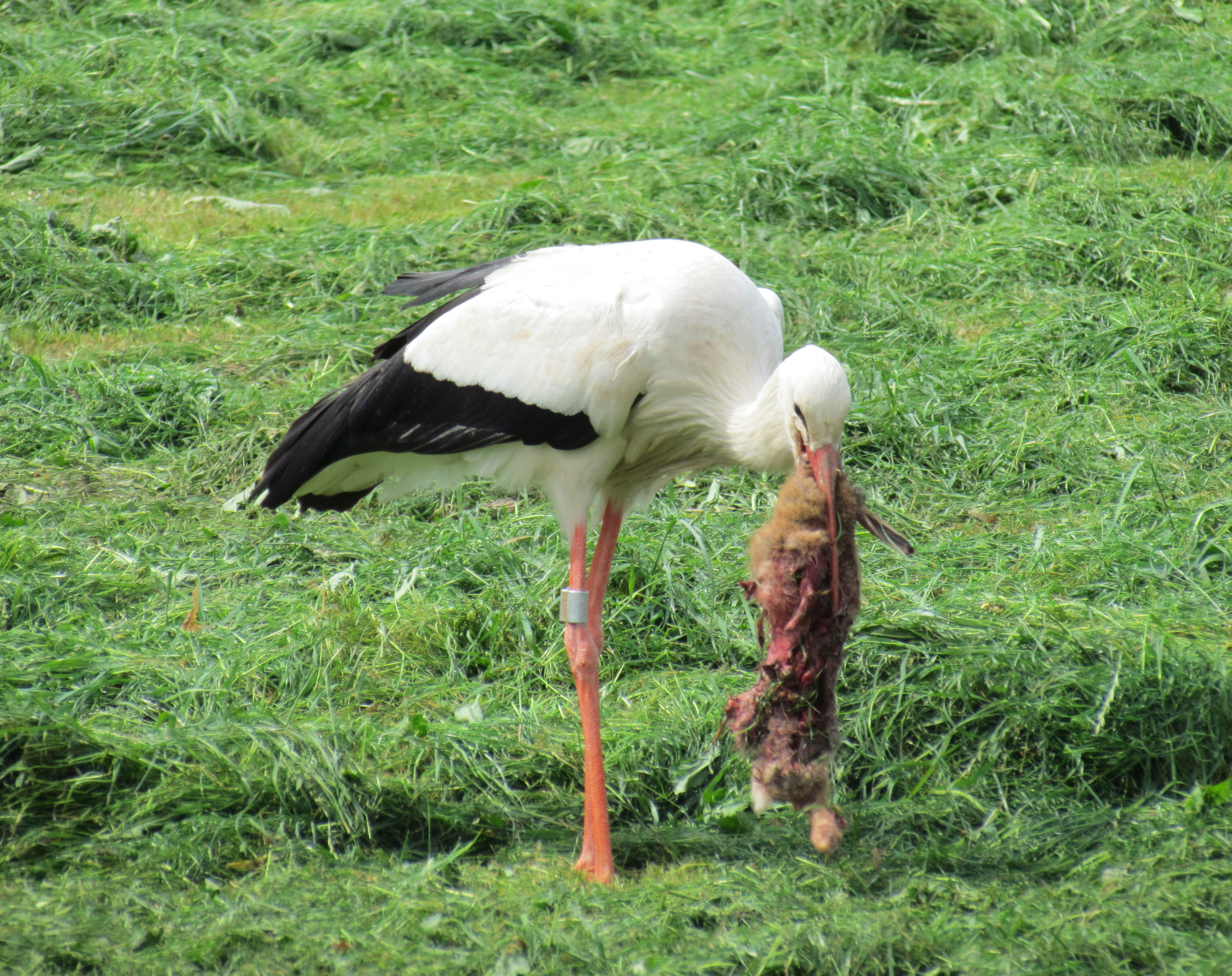
Uma cegonha a segurar um coelho morto

As cegonhas-brancas são aves carnívoras e consomem uma grande variedade de presas animais. Preferem alimentar-se em prados dentro de aproximadamente 5 km do seu ninho e em áreas em que a vegetação é curta e baixa de modo que as presas fiquem mais acessíveis. A sua dieta varia de acordo com a estação, local e disponibilidade das presas. Os alimentos mais comuns incluem insectos (principalmente besouros, escaravelhos, grilos e gafanhotos), minhocas, repteis, anfíbios particularmente espécies de sapos como a Pelophylax kl. esculentus ou o sapo-comum (Rana temporaria) e pequenos mamíferos como ratazanas, toupeiras e musaranhos. Menos comum, mas também comem ovos de aves e aves jovens, peixe, moluscos, crustáceos e escorpiões. Caçam principalmente durante o dia, engolindo por inteiro presas pequenas, mas matando e desfazendo presas maiores antes de engolir. Os elásticos são confundidos com minhocas e consumidos, por vezes resultando numa obstrução fatal do trato digestivo.
Nas aves que regressam à Letónia durante a primavera, verificou-se que para localizarem as suas presas, as rãs Moor (Rana arvalis), usam o som de acasalamento produzido por agregações de rãs do sexo masculino.
A dieta das aves não reprodutoras é similar à das aves reprodutoras, mas os alimentos são mais frequentemente obtidos de áreas secas. Cegonhas-brancas no oeste da Índia têm sido observadas a perseguir uma espécie de antílope (Antilope cervicapra) para capturarem os insectos que estes incomodam ao caminhar. As cegonhas-brancas que invernam na Índia são muitas vezes vistas à procura de alimento juntamente com a cegonha-de-pescoço-branco (Ciconia episcopus). O furto de alimentos foi registado na Índia; um roedor capturado por um tartaranhão-dos-pauis foi roubado por uma cegonha-branca, enquanto que o tartaranhão-caçador é conhecido por perturbar cegonhas-brancas enquanto estas procuram ratazanas em algumas zonas da Polónia.

### Reprodução e longevidade

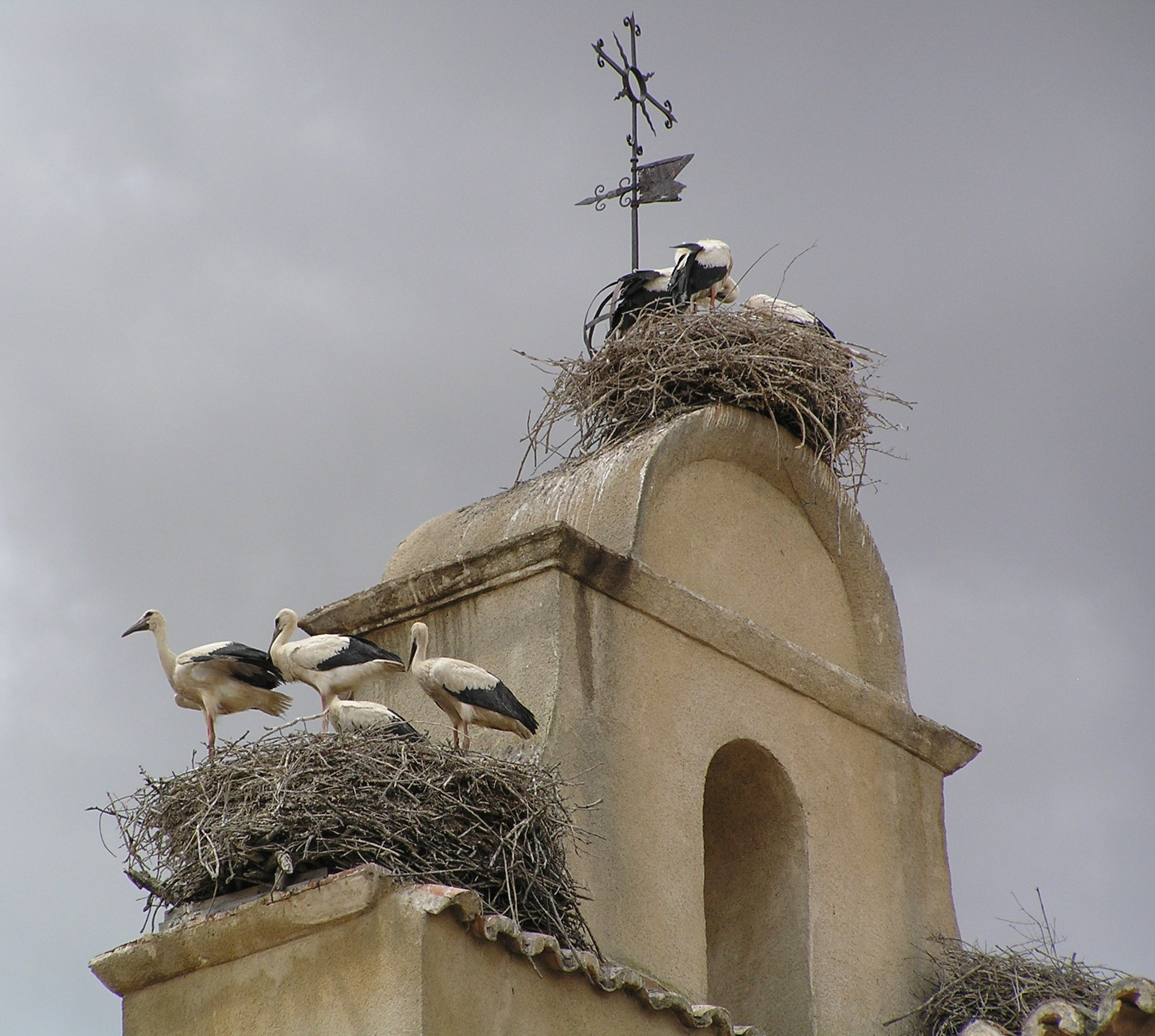
Ninhos num campanário em Salamanca. As cegonhas-brancas muitas vezes formam pequenas colónias de nidificação.

A cegonha-branca reproduz em áreas de cultivo abertas com acesso a zonas húmidas, construindo um grande ninho de paus em árvores, edifícios ou plataformas especialmente construídas pelo homem. Apresenta em Portugal a única população no mundo a nidificar em rochedos marítimos, com cerca de 40 ninhos, mais concretamente no Parque Natural do Sudoeste Alentejano e Costa Vicentina. Cada ninho tem 1–2 m em profundidade, 0,8–1,5 m em diâmetro, 60–250 kg em peso, e são construídos por colónias dispersas. Não são perseguidos porque são vistos como um bom presságio nidificando muitas vezes perto de habitações humanas; no sul da Europa, ninhos podem ser vistos em igrejas e outros edifícios. O ninho é usado ano após ano especialmente por machos mais velhos. Os machos chegam mais cedo na época e escolhem os ninhos. Ninhos maiores são associados com maior número de jovens mais fortes e aparentemente são procurados primeiro. A mudança de ninho é muitas vezes relacionada com a mudança de par e o seu insucesso de criar jovens no ano anterior. Entre as aves mais novas é muito provável que troquem de área de nidificação. Alguns pares foram observados a ocupar um ninho por uns dias antes de partirem, razões para tal ainda não foram explicadas. Muitas espécies nidificam regularmente nos ninhos das cegonhas-brancas. Como ocupantes regulares temos o pardal-montês e o estorninho-comum; residentes menos comuns incluem o peneireiro-vulgar, mocho-galego, rolieiro-europeu, alvéola-branca, rabirruivo-preto, gralha-de-nuca-cinzenta e o pardal-espanhol.

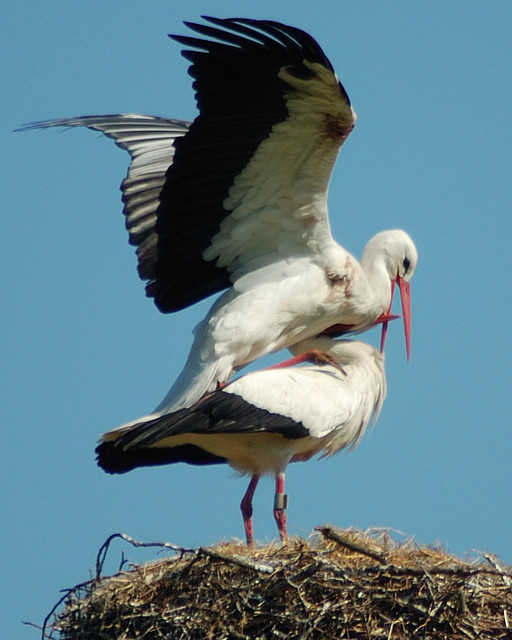
Acasalamento

Os casais cumprimentam-se em movimentos de cabeça “cima-baixo”, abanando a cabeça enquanto estão agachados e batem com o bico enquanto atiram a cabeça para trás. Os pares acasalam frequentemente todo o mês anterior antes dos ovos serem postos. A copulação de pares com alta-frequência é frequentemente associado com a competição de esperma e a copulação extra-par; no entanto, a copulação extra-par é pouco frequente nas cegonhas-brancas.

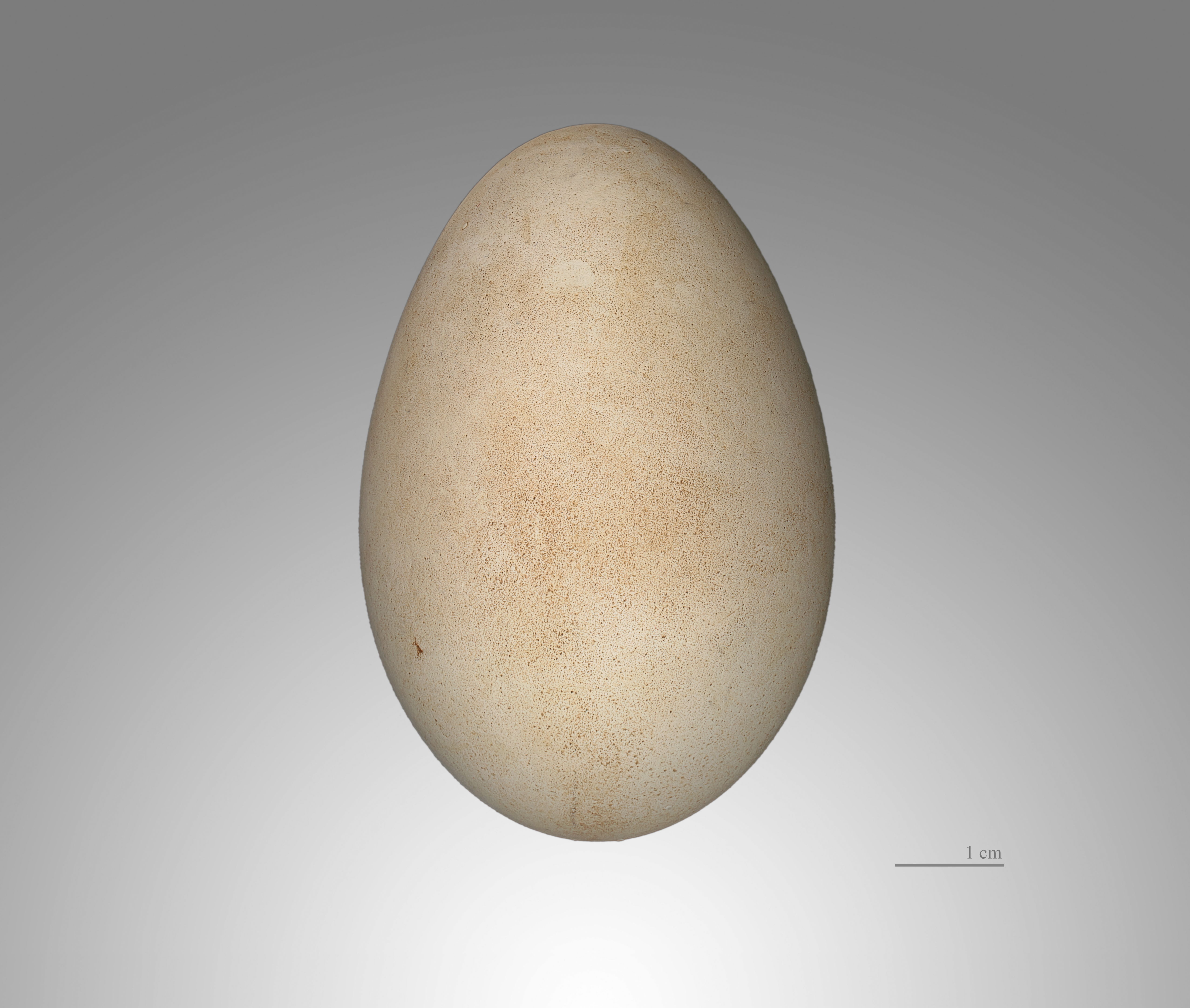
Ovo

Um par de cegonhas-brancas cria uma única ninhada por ano. A fêmea tipicamente põe quatro ovos, embora ninhadas de 1-7 ovos tenham sido já registadas. Os ovos são brancos, mas muitas vezes aparentam-se amarelados e sujos devido à cobertura aglutinosa. Medem 72,58 x 51,86 mm, e pesam 96-129g, destes, 10,76g é casca. A incubação começa assim que o primeiro ovo é posto, assim a ninhada nasce assincronizada, começando 33-34 dias depois. O primeiro a nascer tem tipicamente um lado competitivo sobre os outros. As jovens crias mais fortes não são agressivas sobre as mais fracas, como noutras espécies, sendo que as crias pequenas e mais fracas são às vezes mortas pelos próprios pais. Este comportamento ocorre em tempos de escassez de comida para reduzir o tamanho da ninhada e assim aumentar a hipótese de sobrevivência das restantes crias. As crias de cegonha-branca não se atacam umas às outras, e o método de alimentação dos pais (dispondo largas quantidades de alimento ao mesmo tempo) significa que, directamente, as crias mais fortes não conseguem competir com as mais fracas por comida, por isso o infanticídio dos pais é uma forma eficiente de reduzir a ninhada. Apesar disso, é um comportamento pouco observado.
A temperatura e o estado atmosférico na altura do nascimento é importante; temperaturas frias e tempo húmido aumenta a mortalidade das crias e reduz a taxa de sucesso de reprodução. De forma inesperada, estudos descobriram que crias que nascem tardiamente, tornam-se adultos que reproduzem mais do que aqueles que nasceram mais cedo. O peso das crias aumenta rapidamente nas primeiras semanas chegando a ter 3,4 kg em 45 dias. O tamanho do bico aumenta linearmente durante cerca de 50 dias. As jovens aves são alimentadas com minhocas e insectos, regurgitados pelos pais para o chão do ninho. As crias mais velhas chegam á boca dos pais para obter comida. As crias começam a voar 58-64 dias depois de terem nascido.
As cegonhas-brancas geralmente começam a reproduzir-se com quatro anos de idade, no entanto alguns registos provam que a primeira reprodução pode acontecer aos dois anos de idade e até tão tarde como aos sete anos. A cegonha-branca selvagem mais velha de que há registo viveu 39 anos depois de ser anilhada na Suíça, em cativeiro há aves que vivem mais de 35 anos.

## Doenças e parasitas

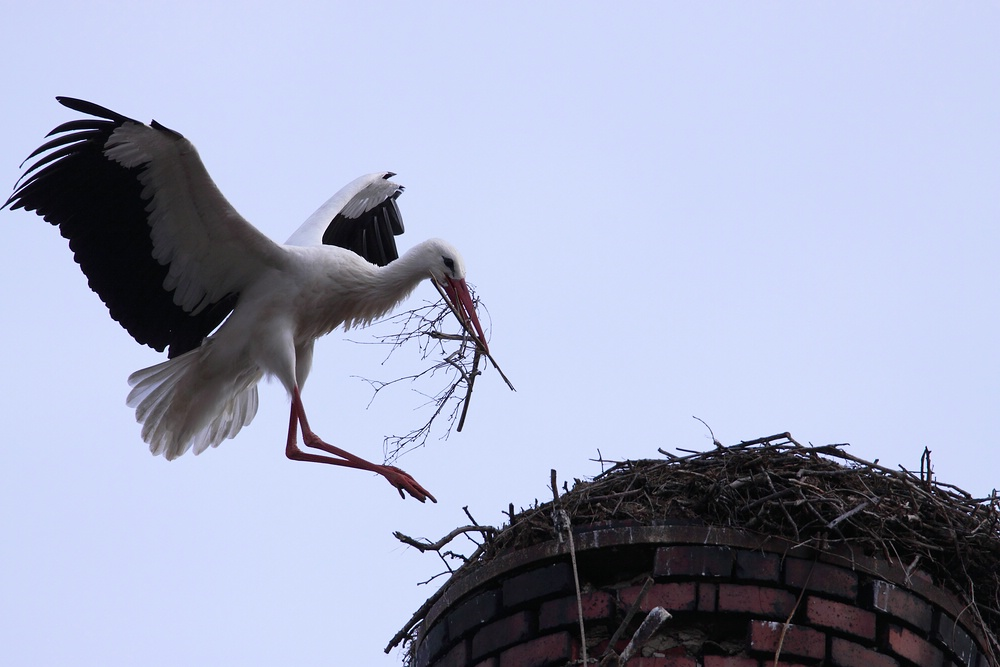
Nidificando durante anos sucessivos, as cegonhas trazem mais material para o seu ninho, acabando por acumular várias camadas de material orgânico, proporcionando o aparecimento de parasitas.

Os ninhos de cegonhas-brancas são habitats para um grupo de pequenos artrópodes, particularmente durante os meses mais quentes, depois de as aves terem chegado para reproduzir. Nidificando durante anos sucessivos, as cegonhas trazem mais material para o seu ninho, acabando por acumular camadas de material orgânico. Não apenas os seus corpos tendem a regular a temperatura dentro do ninho, mas excremento, restos de comida, penas e fragmentos de pele fornecem alimentação para uma grande e diversa população de ácaros mesostigmata. Uma inspecção a doze ninhos encontrou 13,352 indivíduos de 34 espécies, sendo os mais comuns os Macrocheles merdarius, M. robustulus, Uroobovella pyriformis e Trichouropoda orbicularis, que juntos representam 85% de todos os espécimes encontrados. Alimentam-se de ovos e larvas de insectos e de nemátodas, que são abundantes no lixo do ninho. Estes ácaros são dispersos pelos besouros coprophilous, muitos da família Scarabaeidae, ou em excremento trazido pelas cegonhas durante a construção dos ninhos. Ácaros parasitas não existem, provavelmente por serem controlados por espécies predadoras. O impacto da população de ácaros não é claro, os ácaros podem ter um papel em suprimir organismos prejudiciais (e, portanto, serem benéficos), ou podem ter um efeito adverso nas crias de cegonha.
As próprias aves abrigam espécies pertencendo a mais de quatro gerações de ácaros das penas. Estes ácaros, incluindo Freyanopterolichus pelargicus e Pelargolichus didactylus, vivem nos fungos criados nas penas. Os fungos que aparecem na plumagem podem-se alimentar da queratina ou do óleo das penas exteriores. Malófagos como o  Colpocephalum zebra são geralmente descobertos nas asas e o  Neophilopterus incompletus em qualquer outra parte do corpo da ave.
A cegonha-branca também transporta vários tipos de parasitas internos, incluindo o Toxoplasma gondii e parasitas intestinais do género Giardia. Um estudo feito em 120 carcaças de cegonhas-brancas na Alemanha resultou na descoberta de oito espécies de Trematoda, quatro espécies de Cestoda e pelo menos três espécies de nematoda.
Uma espécie, Chaunocephalus ferox, causou lesões na parede do pequeno intestino num número de aves em centros de reabilitação espanhóis, sendo associado com a perda de peso. É um patógeno reconhecido e a causa de morbidez na cegonha-de-bico-aberto-indiana (Anastomus oscitans).
O vírus do Nilo Ocidental é um vírus que é transmitido entre aves por mosquitos. As aves migratórias têm aparentemente um papel importante na propagação do vírus, no entanto a ecologia permanece pouco conhecida. Em agosto de 1998, um bando migratório de aproximadamente 1200 cegonhas-brancas, desviaram-se da rota na sua viagem para sul, tendo ficado em Eilat, no sul de Israel. O bando entrou em stress e foi registado que regressou à sua rota migratória normal, acabando por morrer um certo número de aves. Uma estirpe virulenta do vírus do Nilo Ocidental foi encontrado no cérebro de 11 jovens adultos mortos. Outras cegonhas-brancas subsequentemente testadas em Israel mostraram anticorpos do vírus. Em 2008, três jovens cegonhas-brancas de um parque natural polaco, mostraram resultados seropositivos indicado exposição ao vírus, mas o contexto ou existência do vírus nesse país não é muito claro.

## Conservação

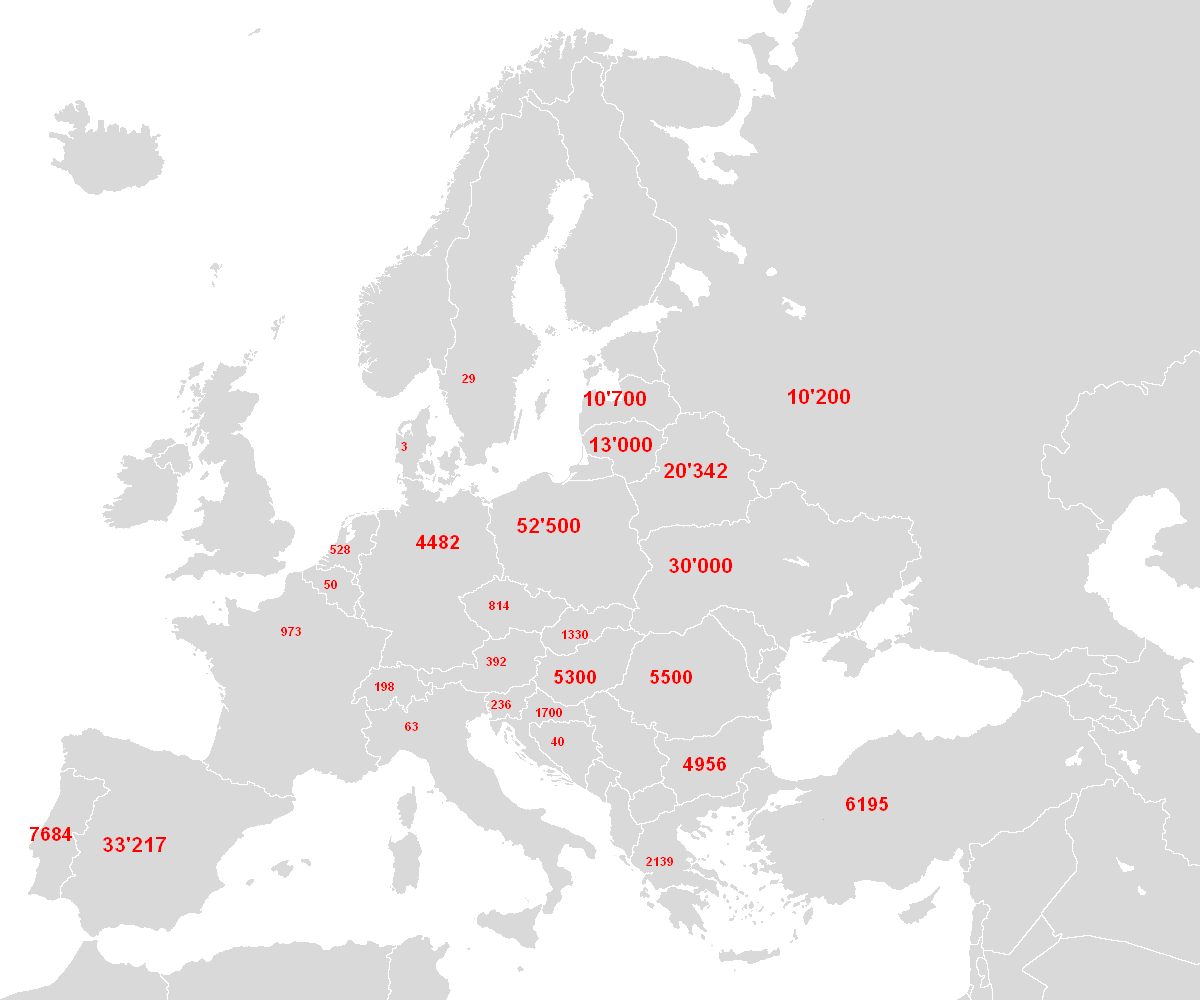
Resultados dos censos de 2004/05 da cegonha-branca na Europa (números em pares reprodutores)

O declínio da população da cegonha-branca deveu-se à industrialização e às mudanças nas práticas da agricultura (principalmente a drenagem de zonas húmidas e da conversão de prados para culturas como o milho) começando no século XIX: o último indivíduo em estado selvagem na Bélgica foi visto em 1895, na Suécia em 1955, na Suíça em 1950 e na Holanda em 1991. No entanto, têm sido reintroduzidas em muitas regiões. Foi catalogada como "pouco preocupante" pela União Internacional para a Conservação da Natureza (IUCN) desde 1994 depois de ter sido avaliada em espécie quase ameaçada em 1988.

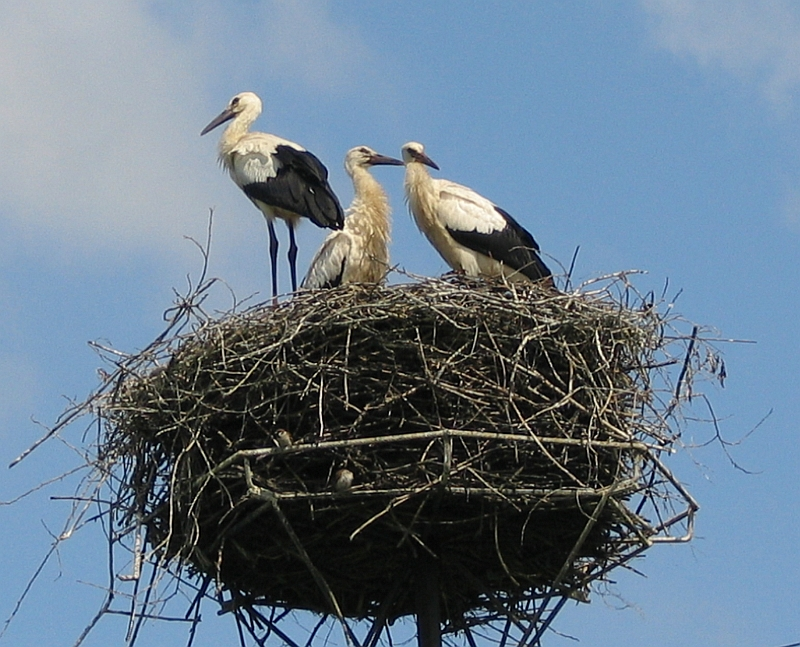
Uma plataforma feita pelo homem na Polónia, construída como uma medida de conservação e para prevenir que as cegonhas cortem o abastecimento de electricidade nidificando nos postes. Três jovens cegonhas estão no topo do ninho e dois pardais-monteses empoleirados de lado no ninho.

A cegonha-branca é uma das espécies em que o Acordo para a Conservação das Aves Aquáticas Migratórias Afro-Euroasiáticas (AEWA) se aplica. As partes do acordo são obrigadas a envolverem-se numa ampla gama de estratégias de conservação descritas num plano de acção pormenorizado. O plano destina-se a abordar questões fundamentais como as espécies e a conservação dos habitats, a gestão das actividades humanas, pesquisa, educação e sua implementação.
As principais ameaças da cegonha-branca continuam a ser a constante perda de áreas húmidas, as colisões com as linhas de alta tensão e o uso de poluentes orgânicos persistentes (como o DDT) usados para combater o gafanhoto-do-deserto em África. A caça ilegal em rotas de migração e nas zonas de inverno também é motivo de ameaça às populações.
Uma grande população de cegonhas-brancas procria na Europa central e de leste. Nos censos de 2004/5, havia 52 500 pares na Polónia, 30 000 pares na Ucrânia, 20 000 na Bielorrússia, 13 000 na Lituânia (a densidade mais alta desta espécie, conhecida em todo o mundo), 10 700 pares na Letónia e 10 200 na Rússia. Havia à volta de 5 500 pares na Roménia, 5 300 na Hungria e 4 956 pares reprodutores na Bulgária. Na Alemanha, a maioria dos 4 482 pares encontrados estavam na região de leste, especialmente nos estados de Brandemburgo e Mecklemburgo-Pomerânia (1 296 e 863 pares em 2008, respectivamente).

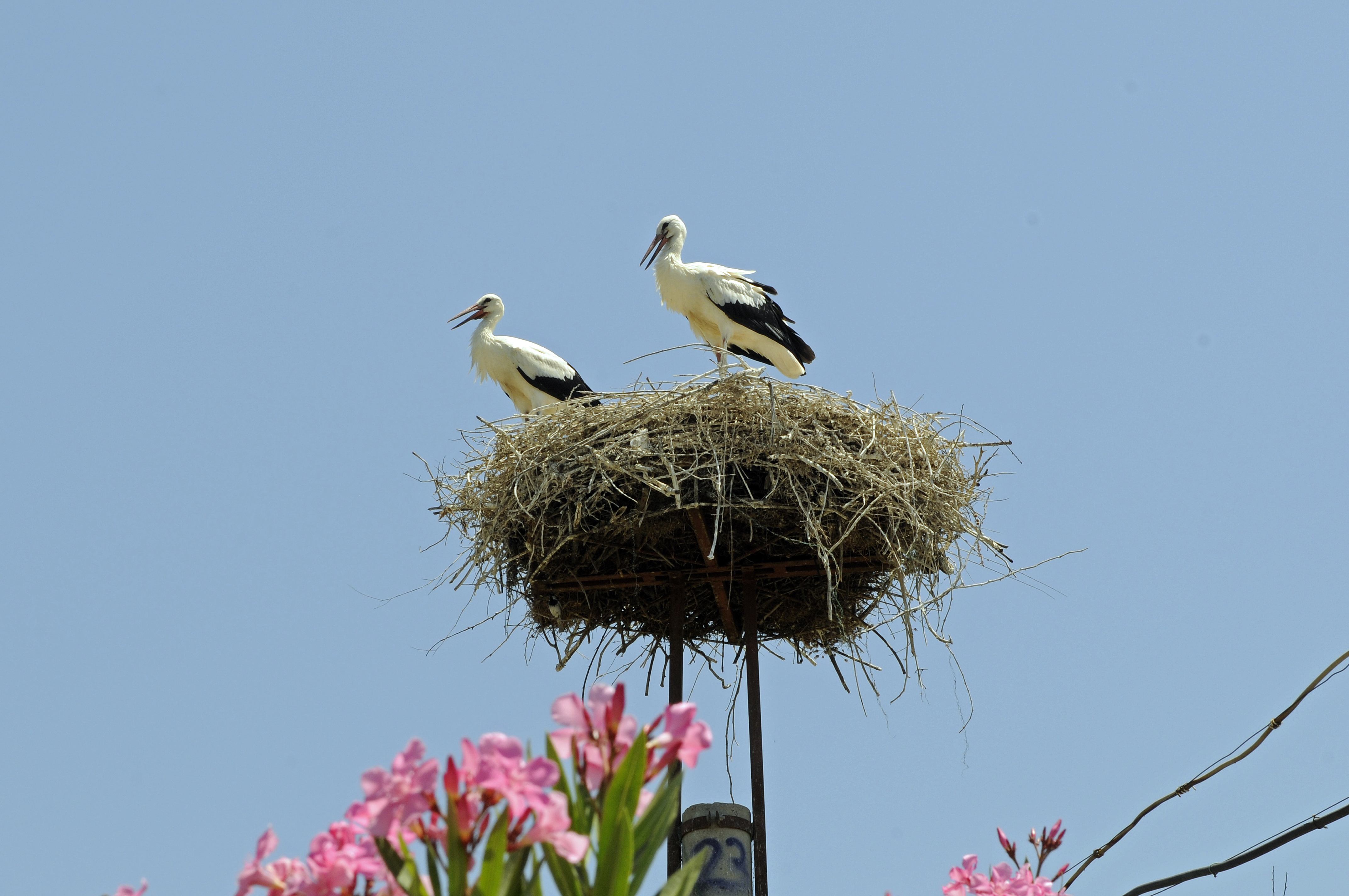
Um dos muitos ninhos construídos sobre plataformas feitas pelo homem, junto à Basílica de S. João, Selçuk, Província de İzmir, Turquia

Aparte de Espanha e Portugal (33 217 pares e 7 684 pares em 2004/5 respectivamente), as populações do sul e do oeste da Europa são geralmente mais instáveis; por exemplo, a população dinamarquesa decresceu para apenas três pares em 2005. Na zona leste do Mediterrâneo, a Turquia tem uma população de 6 195 pares e a Grécia 2 139 pares. No oeste europeu a cegonha-branca permanece uma ave rara apesar dos esforços de conservação. Em 2004 a França tinha apenas 973 pares e a Holanda 528 pares. Está programado um novo censo da cegonha-branca para ocorrer na primavera–verão de 2014 em vários países europeus, incluindo Portugal.
No início dos anos 1980, a população caiu para apenas nove pares na zona alta do vale do Reno, uma área que durante séculos foi muito identificada com a cegonha-branca. Os esforços de conservação aumentaram com sucesso a população de aves para 270 pares (em 2008), largamente devido às acções da Associação para a Protecção e Reintrodução de Cegonhas na Alsácia e Lorena.
A reintrodução de aves criadas em zoos estancou novos declínios na Itália, na Holanda e na Suíça. Havia 601 pares reprodutores na Arménia e cerca de 700 pares na Holanda (em 2008), e alguns pares também reproduzem na África do Sul, tipicamente colonos recentes da população invernante. Na Polónia, postes eléctricos têm sido modificados, e às vezes os ninhos são movidos de um poste eléctrico para plataformas feitas pelo homem.
A criação de zoos-criadores de aves na Holanda foi seguido por programas de alimentação e de construção de ninhos por voluntários. Outros programas similares de reintrodução foram implementados também na Suécia, e na Suíça, onde 175 pares reprodutores foram registados em 2000. A viabilidade a longo prazo da população na Suíça é incerta, pois as taxas de sucesso de reprodução são baixas, e a alimentação suplementar não parece ser benéfica.

### Portugal

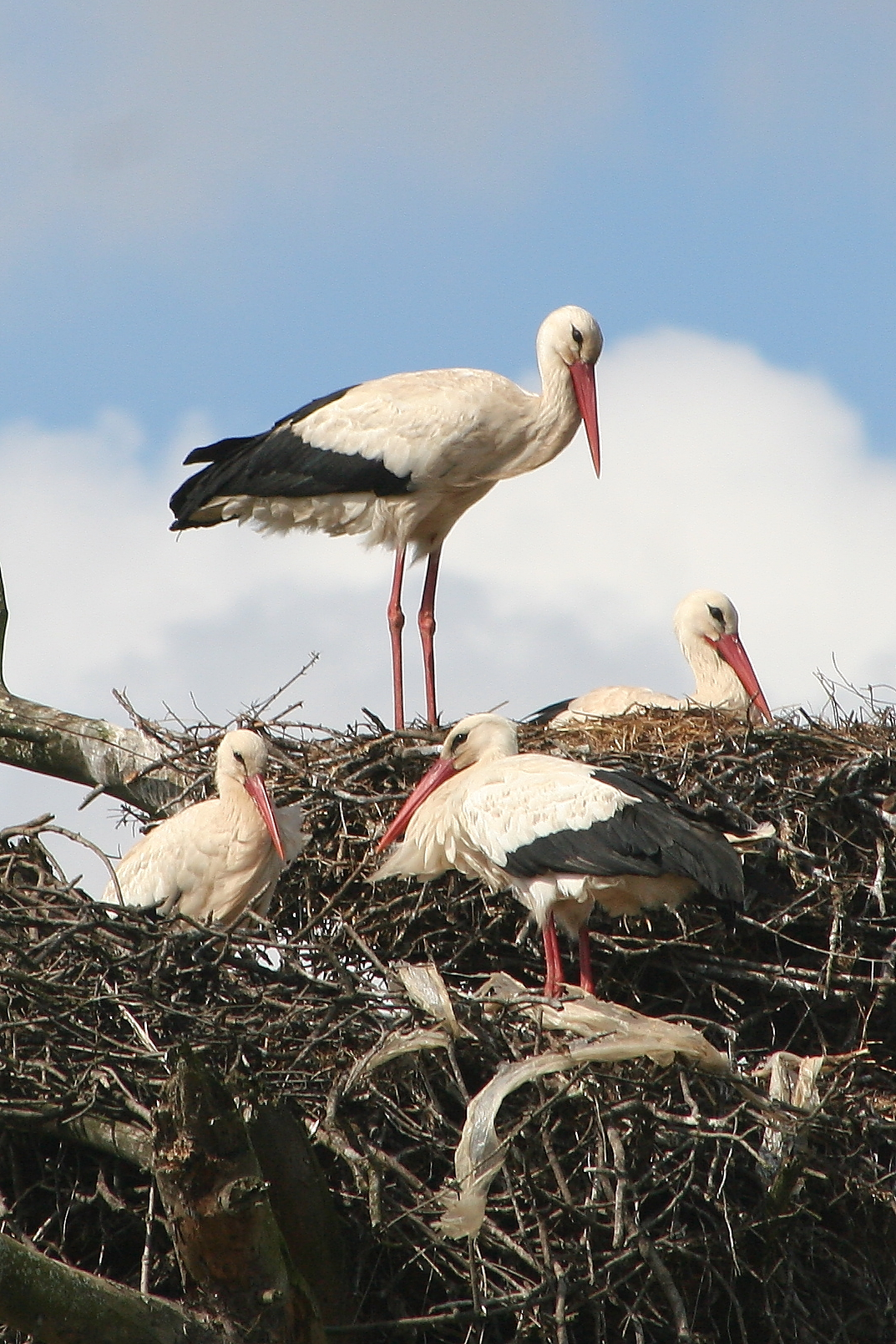
Ninho de cegonhas-brancas no Algarve, Portugal

O "Livro Vermelho dos Vertebrados de Portugal" atribuiu o estatuto de conservação "pouco preocupante" à população portuguesa nidificante de cegonha-branca. Em Portugal, a cegonha-branca é uma das duas espécies nidificantes do género Ciconia. Mais comum do que a sua congénere cegonha-preta (Ciconia nigra), a cegonha-branca é uma ave com uma presença fortemente enraizada na cultura portuguesa, sendo um elemento característico da paisagem em muitas regiões do país e uma espécie normalmente admirada e respeitada pela grande maioria da população.

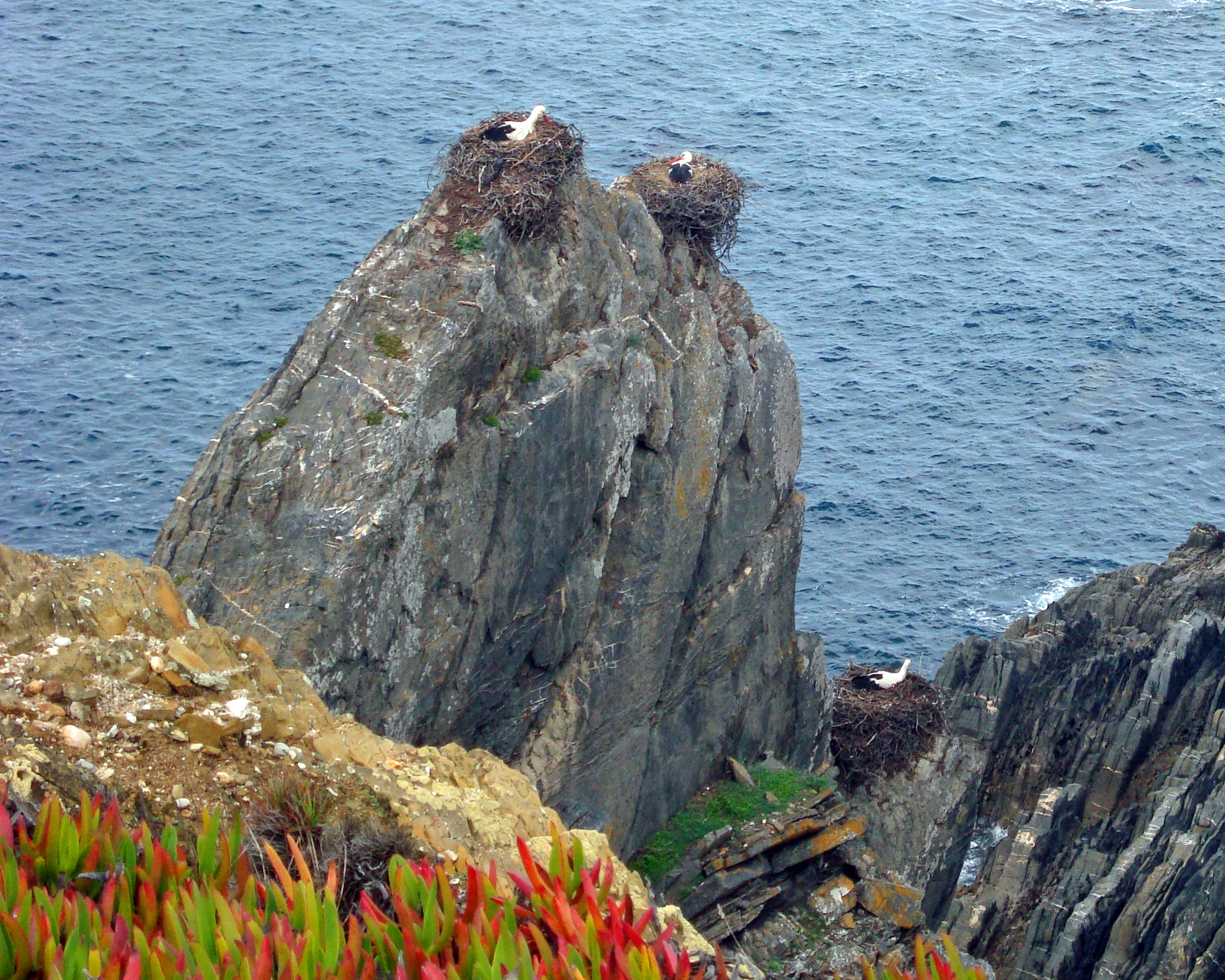
Ninhos no Cabo Sardão. Portugal é o único pais no mundo onde as cegonhas brancas nidificam em rochedos marítimos.

Mais comum no sul do país do que no norte e centro de Portugal, a cegonha-branca é presença constante nas searas e pousios alentejanos e nos arrozais que subsistem em Portugal, tendo-se assistido nos últimos anos a um aumento acentuado do número de efectivos que ocorrem no país, ao longo de todo o ano. Esta recuperação deve-se provavelmente ao efeito conjugado de diversos factores. Por um lado, o fim de um período de seca de várias décadas nas suas áreas de invernada africanas e à proliferação de uma espécie exótica invasora, o lagostim-vermelho-do-Louisiana (Procambarus clarkii), que na Península Ibérica passou a constituir a base da sua dieta em várias regiões. Este crustáceo permitiu que muitas centenas de cegonhas-brancas passassem a residir em Portugal, evitando a mortalidade associada à migração e invernada na África subsariana. Por outro lado, aos esforços de conservação dirigidos à espécie nas duas últimas décadas, designadamente a sua estrita protecção, à sensibilidade ambiental do público em geral relativamente a esta espécie e ao esforço coordenado do ICNB, dos agentes sociais e económicos (com destaque para companhias de distribuição e transporte de electricidade) e das organizações não governamentais de ambiente.
Em 2004 teve lugar o IV censo internacional da cegonha-branca Ciconia ciconia. No âmbito deste censo foi prospectado o território português, tendo-se contado todos os ninhos desta espécie. Foi registada a nidificação de cegonhas-brancas em 14 dos 18 distritos do continente português, num total de 7 684 ninhos. De notar que 85% dos ninhos se encontram a sul do rio Tejo com maior incidência nos distritos de Beja, Portalegre, Évora, Setúbal e Santarém. Dos dez concelhos com maior número de ninhos apenas um se encontra no distrito de Santarém (Benavente), todos os outros pertencem aos distritos de Beja, Évora e Setúbal.

## Associações culturais

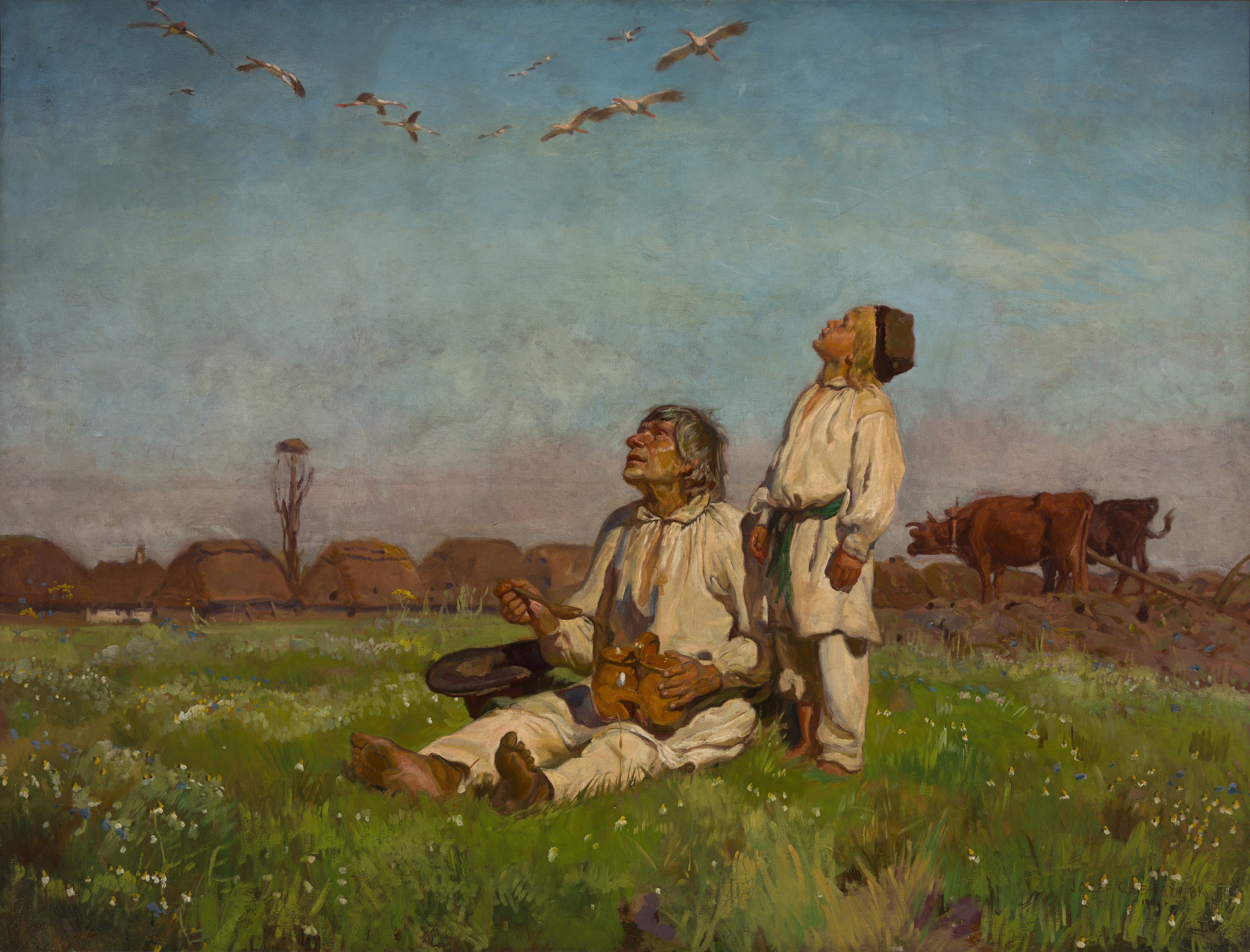
"Bociany" (Cegonhas), uma pintura de Józef Chełmoński (1849–1914)

Devido ao seu grande tamanho, ser predadora de espécies nocivas e nidificar nas zonas residenciais humanas, a cegonha-branca tem uma presença imponente, acabando por ter impacto na cultura e no folclore humano. No Antigo Egito estava associada com, e tinha um hieróglifo para, a Ba ou "alma". A palavra hebraica para cegonha-branca é chasidah (חסידה), que significa "misericordioso" ou "bondoso". As mitologias grega e romana usavam as cegonhas como modelos de devoção, e acreditava-se que não envelheciam nem morriam, mas sim voavam para ilhas e transformavam-se em humanos. A ave é protagonista em pelo menos três Fábulas de Esopo: "O Agricultor e a Cegonha", "Os Sapos Que Queriam Um Rei" e "A Raposa e a Cegonha", esta última tornada mais popular depois de aparecer nas fábulas de La Fontaine.(I.18).

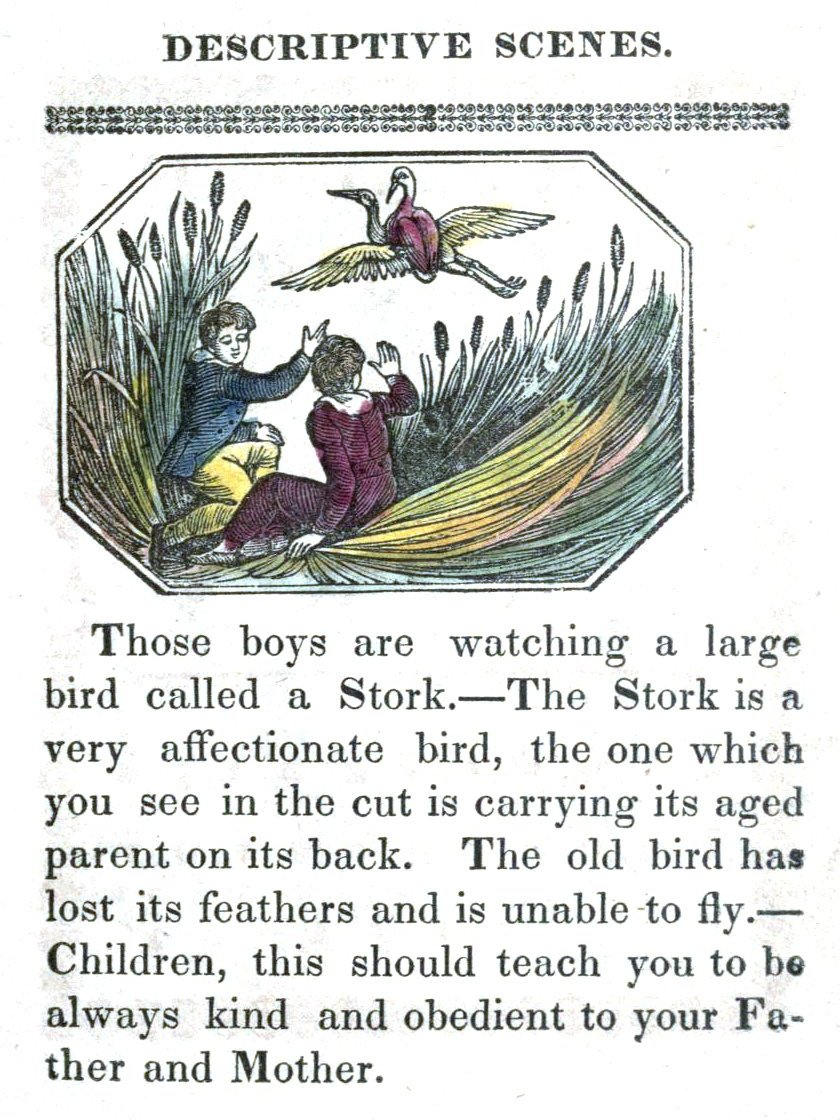
Supostos atributos filiais da cegonha.

As cegonhas foram sempre imaginadas a cuidar dos seus pais idosos, mesmo em países como a China, alimentando-os e até mesmo a transportá-los. Outra conexão generalizada no Oriente é com a longevidade, em que no Taoísmo a cegonha torna-se numa extensão para a imortalidade. Nos livros infantis eram usadas como um modelo de valores filiais. Uma lei grega chamada Pelargonia, (pelargos para cegonha, do grego antigo), exige que os cidadãos cuidem dos seus pais idosos. Os gregos afirmavam que quem matasse uma cegonha poderia ser punido com a pena de morte. Foi alegadamente protegida na Antiga Tessália porque caçava cobras, e amplamente considerada como sendo a "ave branca" de Virgílio. Os escribas romanos escreviam que a cegonha-branca chegava na primavera, alertando os agricultores que deviam começar a plantar as suas vinhas. Na Europa, dizia-se que as cegonhas puniam a fêmea infiel ao seu companheiro. Outro costume que persistiu até meados do século XVI foi de que a opinião das cegonhas deveria ser levada em conta em caso de condenação à morte. Se uma delas viesse a pousar na borda da fonte perto da qual se tinha armado o cadafalso, ou se ela voasse incessantemente ao redor da árvore na qual se realizaria o enforcamento, o condenado seria agraciado, porque pensava-se que o julgamento teria algum defeito, denunciado pela cegonha, que, de certa forma, fazia-se de mensageira da vontade divina.
Os seguidores do Islão veneravam as cegonhas porque elas faziam uma peregrinação anual a Meca nas suas migrações. Alguns dos primeiros entendimentos sobre a migração de aves foram iniciadas pelo interesse nas cegonhas-brancas; Pfeilstorch (alemão para “cegonha de flecha”, termo dado a cegonhas feridas por flechas enquanto invernam em África) eram encontradas na Europa com flechas africanas no corpo. Um conhecido exemplo dessas cegonhas foi uma encontrada no verão de 1822 na cidade alemã de Klütz em Mecklemburgo, tendo sido feita uma amostra de taxidermia completa ao espécime com o ornamento da flecha africana incluído. Encontra-se agora na Universidade de Rostock.

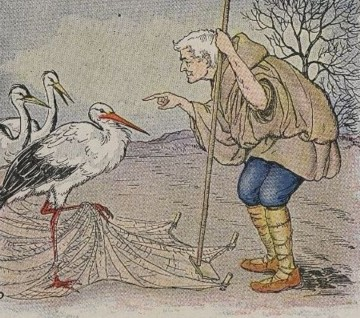
"O Agricultor e a Cegonha", de Esopo para Crianças, de Esopo. Ilustração de Milo Winter.

As cegonhas não têm medo dos humanos, se não forem perturbadas, e no continente europeu nidificam muitas vezes em edifícios. Na Alemanha, acredita-se que a presença de um ninho numa casa é uma protecção contra os incêndios. Foram também protegidas porque acreditava-se que tinham almas humanas. Para terem boa sorte, os residentes alemães e holandeses encorajavam as cegonhas a nidificar nas suas casas, por vezes construindo de propósito plataformas altas. Polacos, lituanos e ucranianos acreditam que as cegonhas trazem harmonia para a família em cuja propriedade elas nidificam.
Em Portugal a chegada da ave no final do inverno a determinadas regiões levou a que as populações locais associassem essa chegada a acontecimentos recorrentes na sua região. Por exemplo, em Mogadouro, a chegada das primeiras cegonhas, por norma, no início do mês de fevereiro, coincidia com os festejos em honra de S. Brás. No entanto, em anos em que tal não se verificava, as populações consideravam que o ano não seria favorável para as colheitas agrícolas, tendo sido inclusive criado um ditado popular: “Pelo S. Brás a cegonha verás, se não vires um mau ano terás”. Na zona de Idanha-a-Nova, a chegada das cegonhas no mês de janeiro era sinónimo de um pagamento extra (vintém) aos jornaleiros da região, por parte do proprietário local. Desta forma, passou a ser frequente dizer-se “Lá vem a cegonha que traz um vintém no bico”. Segundo uma antiga tradição da região de Bragança, matar uma cegonha era “crime de mão cortada”.
A cegonha-branca é motivo popular de selos postais sendo presença em mais de 120 selos de mais de 60 entidades editoras de selos. Foi a mascote da representação polaca na Expo 2000 em Hannover. É a ave nacional da Lituânia desde 1973, país onde se celebra o Dia da Cegonha a 25 de março. No século XIX, pensava-se que as cegonhas apenas viviam em países que tinham a República como forma de governo.
Patrick Leigh Fermor descreve um bando de cegonhas a atravessar os Balcãs em 1934, nas memórias publicadas em The Broken Road. O poeta polaco Cyprian Kamil Norwid menciona as cegonhas no seu poema Moja piosnka (II) ("A Minha Canção (II)"):

"Para a terra onde é um travesti grande
Prejudicar um ninho de cegonha numa árvore de pêra,
Possam as cegonhas servir todos nós...
Estou com saudades de casa, Senhor!.."

### Cegonhas e os recém-nascidos

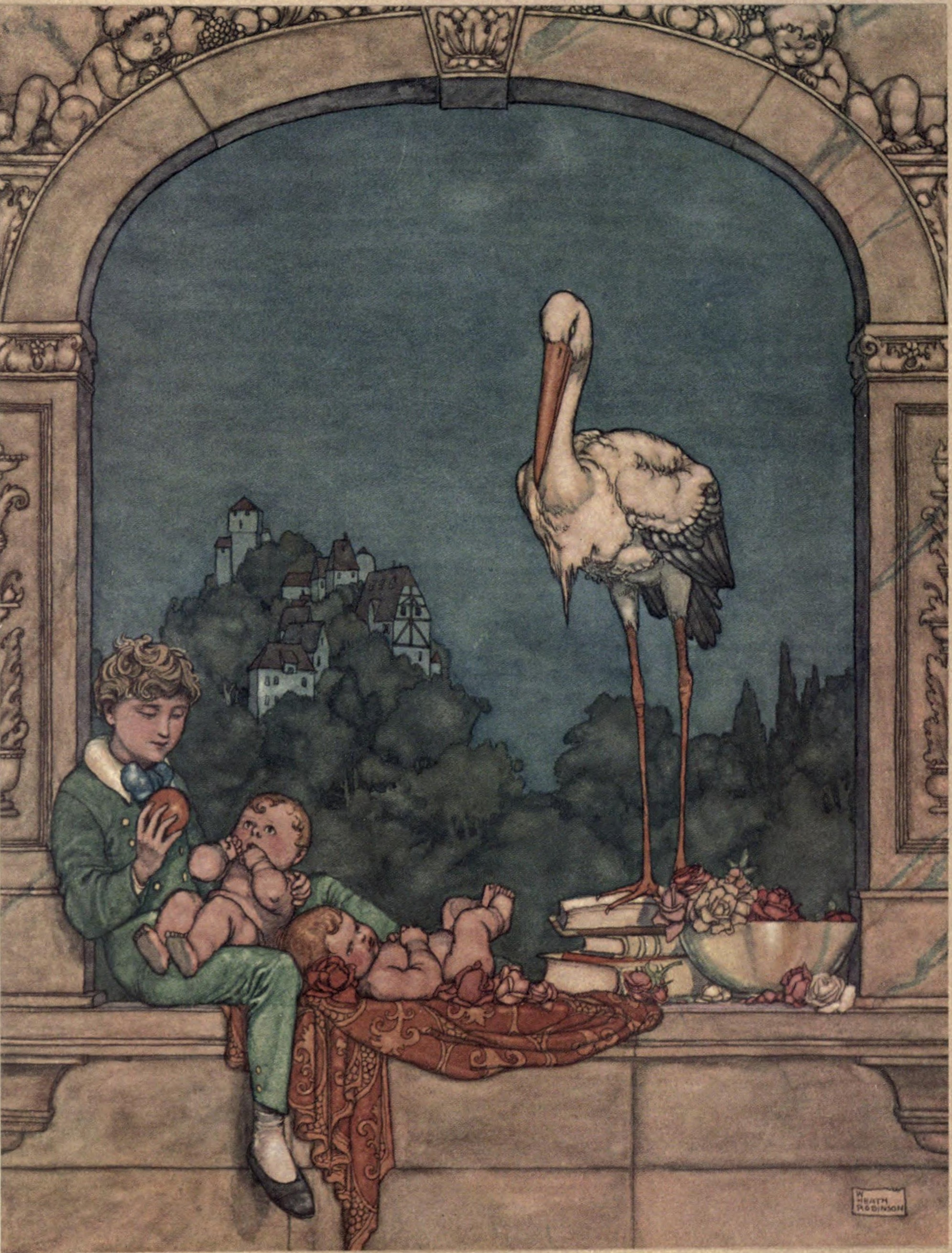
Contos de Fadas de Hans Andersen (1913). Ilustração de William Heath.

A cegonha-branca é protagonista em vários contos, mitos e fábulas nas tradições ocidentais e europeias. De acordo com o folclore europeu, a cegonha é responsável por trazer os bebés para os novos pais. A lenda é muito antiga, mas foi popularizada no século XIX pelo conto de Hans Christian Andersen "As Cegonhas". O folclore alemão afirma que as cegonhas encontravam os bebés em caves e pântanos e traziam-nos para as suas famílias num cesto às costas ou pendurados no bico. Estas caves continham as adebarsteine, ou as "cegonhas de pedra". Os bebés eram então dados às mães ou largados pela chaminé. As famílias teriam de notificar quando queriam crianças, colocando doces para a cegonha no parapeito da janela. A partir daí o folclore espalhou-se por todo o mundo mesmo para países como as Filipinas ou na América do Sul. Marcas de nascença na nuca dos bebés, nevus flammeus nuchae, são por vezes referidos como "mordidelas de cegonha".

"Der Klapperstorch" (A Cegonha), pintura de Carl Spitzweg (1808–1885)

Na mitologia eslava pensava-se que as cegonhas transportavam as almas de Iriy (Paraíso) para a Terra durante a primavera e o verão. Esta crença ainda persiste na cultura moderna "folk" de muitos países eslavos, numa história simplificada que "as cegonhas transportam as crianças para o mundo". Os eslavos acreditavam que as cegonhas traziam boa sorte e matando uma acabaria por trazer infortúnio. O mito de trazer recém-nascidos aparece em diferentes formas na história. Às crianças dos escravos afro-americanos era-lhes dito que as crianças brancas eram trazidas por cegonhas enquanto as crianças negras nasciam de ovos dos búteos. Um longo estudo que mostra uma correlação espúria entre o número de ninhos e o número de nascimentos humanos, é muito usado para ensinar estatísticas básicas, como um exemplo para destacar que a correlação não indica necessariamente causalidade.
O psicanalista Marvin Margolis sugere que a natureza duradoura da fábula da cegonha e do recém-nascido, está ligada à abordagem e a uma necessidade psicológica, na medida em que alivia o desconforto de discutir sexo e procriação com as crianças. Margolis também referência que a fábula tem muita aceitação mesmo em países em que a cegonha não é nativa e que apenas pode ser vista em zoos. Kahl diz que é "... uma maneira engraçada e conveniente para evitar falar de educação sexual".

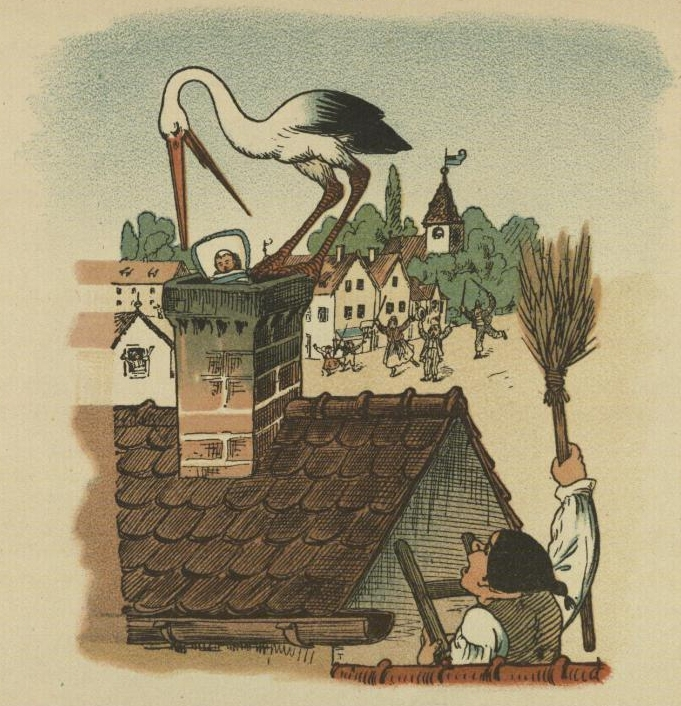
O Livro da Cegonha para Jovens e Idosos para Entreter e Instruir (1881). Ilustração de Lothar Meggendorfer

As aves foram sempre associadas como símbolos maternais de deusas pagãs como Juno ou o Espírito Santo, e a cegonha pode bem ter sido escolhida pela sua plumagem branca (que simboliza pureza), tamanho (suficientemente grande para transportar um bebé) e voo a alta altitude (para voar entre a Terra e o Paraíso). Também na Grécia Antiga a cegonha-branca era vista como sagrada aos olhos de Hera, deusa protectora das mães que amamentam, sendo também por isso uma probabilidade para as origens do folclore. Outras razões que poderão levar à associação com o nascimento de crianças e com a fertilidade, é que a cegonha chega à Europa no início da Primavera, uma época que representa a vida e o renascimento e que, por outro lado, são aves bastante empenhadas nos cuidados parentais que prestam à sua prole. A fábula e a sua relação com o mundo das crianças foi discutida por Sigmund Freud e Carl Jung. De facto, Jung recorda que até a ele próprio contaram a história quando nasceu a sua irmã.
Também houve aspectos negativos do folclore sobre as cegonhas; um conto polaco relata que Deus fez a plumagem branca da cegonha-branca, enquanto o Diabo lhe deu as asas pretas, embutindo-a com impulsos positivos e negativos. Também foram associadas com o nascimento de crianças deficientes, em que se contava que a cegonha tinha deixado cair a criança no percurso para a família, ou como uma vingança por más acções no passado. Uma mãe acamada por volta da altura do parto dizia-se que tinha sido “mordida” por uma cegonha. Na Dinamarca, dizia-se que as cegonhas lançavam um filhote fora do ninho e, em seguida, um ovo em anos sucessivos. Na Inglaterra medieval, as cegonhas estavam associadas com o adultério, possivelmente inspirado pelos seus rituais de acasalamento. A postura natural da ave (leia-se vaidosa) era ligada ao atributo da presunção.
A ligação tradicional com os recém-nascidos continua desde então com o seu uso em publicidade a muito produtos, como as fraldas por exemplo, ou em relação ao nascimento de crianças, como símbolo de fertilidade. Em países do continente europeu, sobretudo na Alemanha e na Polónia, modelos de cegonhas fabricados em cartão ou de madeira, são colocados junto a casas onde um bebé nasceu, com um embrulho agarrado ao bico. A ave também é personagem recorrente em animação e nas mais variadas programações infanto-juvenis.